# 金田一少年之事件簿角色列表
金田一少年之事件簿角色列表是關於在《金田一少年之事件簿》漫畫、動畫及電視劇中出現的人物的條目。

## 主要人物

### 金田一一
金田一一（／ Kindaichi Hajime）
日本配音：松野太紀（動畫（無印 - R）、劇場版2、DS）；山口勝平（劇場版1）；岩永哲哉（PS）；草尾毅（SS）；關俊彥（CD發聲書）；櫻井孝宏（彈珠台）
台灣配音：劉傑（劇場版系列）；魏伯勤【民視版、台視版】／曹冀魯【衛視版】／何志威【ANIMAX版】（無印系列）；何志威【ANIMAX版】／張敦喻【台視版】（R系列）
香港配音：陳廷軒【VCD版】／梁偉德【TVB版】（無印系列）；李錦綸（劇場版1）；梁皓翔（R系列）
演員：堂本剛（第1代）；松本潤／落合扶樹〈童年時期〉（第2代）；龜梨和也（第3代）；山田涼介（第4代）；道枝駿佑（第5代）
本作系列的主角，作品上的人物設定為名偵探金田一耕助（推理小說作家橫溝正史的推理小說系列所登場的偵探角色）的外孫（因為後來的官方公式設定集有提到阿一的父親是招贅進來，所以阿一的母親是金田一耕助的女兒），但實際上橫溝正史的原作小說中未出現金田一一此角色（所以導致橫溝正史的部份家屬抗議此事，現已達成和解）。
智商高達180以上的天才少年高中生偵探。作者設定其於昭和53年1978年8月5日出生，星座獅子座，血型B，身高167公分→170公分，體重58公斤，兩眼視力皆為2.0。埼玉縣出身，故事開始時為私立不動高中二年級學生（17歲）兼推理研究社社員，在第一部與第二部劇中年齡被固定為17歲。在《37歲事件簿》系列已是成年人（37歲），任職於公關公司「音羽布萊克公關公司」企劃課主任，後榮升科長，但隨後辭職。在《爸爸事件簿》系列則成育有一子的父親兼沒名氣的私家偵探（44歲）。
兒時因為解決數件連警方也未能查明的案件，加著身為金田一耕助之孫的身份，開始受到矚目。初中時期較早經手解案且見於漫畫劇情的殺人案件，為《跳水池的惡靈》事件；升上高中後首樁解案的殺人事件則是《歌劇院殺人事件》（動畫版為《學園七可思議殺人事件》），還因此案結識了日後多番協助他的時任警视厅搜查一科警部警员劍持勇。自年少時期便有著容易被捲入麻煩事件的體質，例如《狐火漂流殺人事件》提及小學五年級時曾經和參加幼童軍的夥伴們結夥去冒險而失蹤兩天，讓帶隊的大人為此非常的擔心他們，在高中時期和出社會後更經常碰上殺人事件，時常被他人揶揄冠以「瘟神」的綽號。
在學時期學業和體育成績都很差勁，即便到補習班上課也不見起色，經常遲到、蹺課，卻是智商（IQ）高達180（日本人平均的智商為100，達到180的機率僅有0.01%）的天才，雖說功課跟體育方面的成績都很差勁，當初的入學成績卻是不動高中創校以來的最高成績。平常的個性吊兒啷噹，一副不可靠的個性，常令美雪及母親感到擔心。但是遇到案件發生時卻永遠是團體中最冷靜可靠的一位。繼承自爺爺的推理能力與正義感找出真相並且解決事件。其性格可在幼稚園就讀「菊組」時的老師評語：「對沒興趣的事一點也不關心」中可見一斑。常出現的名台詞：（中譯：以爺爺的名義發誓）、（中譯：謎團已經全部解開了）。其解決事件的方法，是腳踏實地的收集證據，運用推理邏輯突破兇手設下的詭計然後解開真相找出兇手，偶爾也會設下陷阱讓兇手自投羅網；若使用讓兇手自述的方式讓兇手自曝其短的方式，常出現的台詞為（中譯：那句話等於是自掘墳墓）。他對於犯罪心理學有相當的認知，《悲戀湖傳說殺人事件》最後對著犯人說「卡涅阿德斯船板」的最後男人的內心煎熬；《亡靈學校殺人事件》中最後對犯人說：（中譯：誰殺了誰就可以得到救贖，我一個也沒見過）。
女人緣極好，本身也有喜好女色的一面，每次碰到美麗女性都會去搭訕會令美雪感到很不悅甚至會被她給極力阻撓，但只要有帥氣的男性接近美雪便會極力排斥或貶低，尤其是對有才幹的帥哥態度更是差的令人不敢置信，最顯著的例子便是本作中的明智警視。很喜歡美雪，卻不敢坦白表達；當朋友問到他跟美雪的關係時，常常只說對方是青梅竹馬，或用幼稚的行為避而不答。更經常偷窺美雪洗澡，或用魔術手法脫掉美雪的內衣，或自行潛入美雪房間或設計謀騙取美雪的內褲但最後都被發現。雖然本身沒有懼高症，但非常害怕刺激性的遊樂設施，往往在搭完該類遊樂設施時會感到腿軟無力。此外，金田一一非常不擅長應對神經質的女性。然而在劇中亦不乏異性當事人對其有好感。就讀不動高中時期為「推理研究社」社員之一，不過因為經常缺席被冠上「幽靈社員」的稱號，也曾因為美雪的邀約在「演藝社」兼職幫忙（見《歌劇院殺人事件》）。
在該作品的一開始時，兇手多以自殺作為結束，到後期因為金田一一的規勸能力增強，讓兇手自首服刑的機率也相對提昇。但或許是不想承認人類有人性本惡或虛偽的一面，對於宿敵高遠遙一的心理及見解，完全不表認同。這顯示金田一一的性格中有其固執的一面。阿一面對復仇動機的兇手，則認為即便案件當事人是犯下過錯的可憎之人，也不認同私下以牙還牙，在法律之外殺害當事人復仇的行為。很多時候會對犯案的當事人予以溫和的勸導，使其得以重新面對往後的人生，有時候會視情況在案發後抽空探視服刑中的當事者。
個人的嗜好方面，阿一喜愛打電動玩具，喜愛的食物有金槍魚的眼睛，不過就算不喜歡的食物依然能照吃不誤，也喜歡烤番薯。喜愛的飲料是烏龍茶， 但也常陪劍持警部或美雪喝咖啡或下午茶。最高紀錄是吃掉十個漢堡包後再把玲香為他預備的中華料理大餐給迅速吃掉。在《37歲事件簿》系列起已學會喝酒，尤其喜歡日本酒，但也會喝紅酒。阿一的特別強項是破解謎語，謎題，多次被邀請參加解謎及尋寶活動。對摩斯密碼運用自如，更多次以各種密碼與明智警視作秘密通訊。曾向爺爺學習類似巧手或扒手的技能，能夠在當事者不自覺下拿走或更改物品（例如：拿走七瀨美雪的胸罩、劍持警部的打火機、某些女性當事人的內褲、更改對方的手錶時間…等）。魔術也是金田一的特長，而耍撲克牌的手法堪稱職業水準。雖說體育方面相當不行，但唯獨乒乓球卻是十分擅長。音樂方面不算強項之一， 但他也懂簡單的鋼琴演奏，例如彈奏〈小蜜蜂〉（來源自明智短篇《殺意四重奏》事件中）。曾展現出兩種鮮為人知的秘技，其一是五子棋處於從來沒有輸過的無敵狀態；另外一種特技是圍棋，自稱從來沒有在爺爺金田一耕助手上得勝，可是卻在對開櫻學園的圍棋部長三石勳的對戰中輕鬆取勝；至於日本將棋方面， 金田一一能輕鬆的把擁有三段實力的劍持給玩弄番，可見其實力也有一定水準。
不相信靈異鬼怪之說，會極力的搜集資料試圖解讀事件，儘管如此偶爾仍會遇到其無法解釋的現象。
高中時期（第一部 至 20週年系列時期）
在漫畫原作高中時期便數度解決案件，《雪夜叉殺人事件》裡，在該案和明智健悟警視展開推理間的較量以此案為契機，明智在往後的案件裡時常再遇金田一一，提供推理案情的協助，與此同時亦因為該案認識身為時任偶像的速水玲香。後來在《悲戀湖殺人事件》認識自由採訪記者五木陽介（本名樹村信介）成為友人，使接下來的多起事件中得以透過五木取得情報的來源來找出犯人的動機和破案線索。
在《魔術列車殺人事件》中，因為此案遇見時任魔術團職員經理人兼該案犯人高遠遙一，從此和對方成為宿敵關係。在第一部漫畫版的最後劇情描述中，收到一封不明的信件因而在暑假展開四處旅行。但在2004年第二部的重新連載故事中可得知該信件寄信人正是高遠。此後在第二部漫畫版中跟宿敵高遠交手的事件頻率變高，有時候就算高遠沒有直接於事件中現身，但整個殺人計劃也是由他為了針對自己跟明智警視而策劃。然而在某些案件裡偶爾也會出現和高遠攜手合作破案的情況。
出社會時期（《金田一37歲事件簿》、《金田一爸爸之事件簿》）
阿一在《金田一37歲事件簿》起任職於音羽布萊克公關社營業部企劃課的主任，和美雪基於各自工作與生活的行程，鮮有時間相聚，因為經常翹班、遲到、缺席、忘記向公司呈交匯報，經常成為被公司主管責備和被同事取笑的對象。受社會和職場歷練影響，訓練出靈機應變和社交的技巧，言談態度相較學生時期變得謙遜圓潤。另外在經歷過去的某件關於玲香的案件之後，對於過去熱愛的推理解謎打從心底產生抗拒，對玲香抱持愧疚之餘，甚至不想再接觸推理，但由於公司在歌劇院渡假村主持的聯誼活動發生命案（《歌島度假村殺人事件》）因此不得不重拾推理的同時和劍持及明智再度取得聯繫，亦以此契機受公司部屬葉山海的仰慕和幫助。該案件過後阿一、劍持、明智再度相約並會晤於監獄服刑的高遠，從而理解他私底培育十一名犯罪繼承者十二神（包含犯案被捕後向明智透露此事，事後被處刑的十二神成員之一阿提米絲麻生早苗）的實情。阿一此後更經常被公司交付牽涉命案地點或麻煩事件的活動委託，同時也增加和葉山成為搭擋的機會。
《函館異人館酒店異聞》裡破解十二神成員之一阿波羅的岡倉純的犯案手法，雖然對方未親口坦承但和明智同時意識到此樁事件和高遠與十二神有著關聯性。
《綾瀨連環殺人事件》中，因為任職偵探社的表妹金田一二三取用他的辦案經驗撰寫成小說獲頒遲川推理賞三等獎，為此主動請纓接洽到遲川推理賞的活動，但由於接連發生殺人事件導致活動受影響。意識到二三的戀人小美野悠人（如月悠次）為兇案主謀和高遠牽涉其中的真相，委託二三和高中時期學長兼警官真壁誠協助調查。案後二三從悠次留給她的智慧手機裡，發現悠次以十二神成員之一荷米斯的身份遺留的自白。
《無首滑雪者事件》時，因這次活動與前次所舉辦的狼人殺活動皆為下雪環境的關係產生不祥的預感，直到發生滑雪社團成員遭到殺害之下不得已進行調查案件並在過程中發現真兇的背後疑是有十二神成員的謀劃。在詢問此案真兇赤桐透關於幫他策劃一切犯罪的幕後黑手之時，卻因唆使赤桐的幕後黑手兼十二神成員之一阿瑞斯事先在赤桐下達暗示令其被處決。案後為了得知阿瑞斯的相關資訊再次與高遠於監獄會面，之後在監獄中得到高遠的暗示及二三所給悠次的自白內容中得知高遠刻意安排十二神之一的赫菲斯托斯跟監自己，並且在發生冰川遇害的案件中從監視器畫面中發現葉山海的身影，因而擔憂與懷疑葉山可能是十二神的成員之一，但隨後透過推理找出真正的赫菲斯托斯﹙內神田洋﹚。在案件後升職成為科長。
在《天空密室殺人事件》的結尾中確認早已與美雪結婚，並因為得到玲香的諒解加上為了照顧將要出生的孩子及與以高遠遙一為首的地獄十二神對決，毅然辭去音羽布萊克公關社營業部企劃課科長的職務，並打算開「金田一一偵探事務所」。
《金田一爸爸之事件簿》中補述阿一從音羽布萊克公關社離職兩年後正式創辦「金田一一偵探事務所」，但也為了創業處於房貸在身的狀態，平常能承接到的偵探業務多為諸如外遇相關調查的小案件，由美雪擔任家裡的經濟支柱，與美雪育有一子九十九，直到某天接到來自不明人士的一百萬日圓委託，帶著九十九來到客戶指定的地點並見到同樣接受委託任務的四名同行，再度遭遇殺人案件。經由一番推論找到殺人案件的真兇，但在事後回想時卻感覺到案件的背後有著異常（偵探事務所開業五年以來都只有接到平凡小案件，如今命案卻莫名出現在他的面前）。

### 七瀨美雪
七瀨美雪（Nanase Miyuki）
日本配音：中川亞紀子（動畫、DS版）；宮村優子（PS版）；飯塚雅弓（SS版）；冰上恭子（CD有聲書版）；田村由香里（彈珠台版）
台灣配音：林美秀（劇場版系列）；楊凱凱【民視版】／賀世芳、丘梅君【衛視版】／許淑嬪【台視版】／石薇【ANIMAX版】（無印系列）；石薇【ANIMAX版】／楊凱凱【台視版】（R系列）
香港配音：曾佩儀【VCD版】／譚淑嫻【亞視版】／朱妙蘭【TVB版】（無印系列）；鄭麗麗（劇場版1）；石梓晴（R系列）
演員：友坂理惠（第1代）；鈴木杏（第2代）；上野樹里（第3代）；川口春奈（第4代）；上白石萌歌（第5代）
本作的女主角，11月24日生日射手座（見「銀幕之殺人鬼」），三圍E88/W58/H89 → 未知（37歲事件簿 / 爸爸事件簿）。
阿一的青梅竹馬，最佳夥伴同時也是互相暗戀/明戀的對象。
就讀私立不動高中二年級，外型出眾，熱心課外活動之餘，成績也很優秀，做事中規中矩的優良個性（可說是校園的偶像）。在學校相當受歡迎經常收到男同學的告白過（但是本人回絕他們的追求）。在喝過酒後會發酒瘋，個性會變的相當開放，目前正學習著插花技巧，很擅長快速背誦，在書法的方面有三段的資格。喜歡的花是向日葵，喜歡的藝術家是Mr.Children，也在《電腦山莊殺人事件》中試玩過電腦也得知電腦一些程序資料要輸入通關密碼（當時身為上班族的父親買了一台電腦後就對此產生興趣）。此外由於其豐滿的上圍，故時爾阿一在劇中成為玩笑的對象。
有兩個表兄弟，其表兄橘川茂於《悲戀湖殺人事件》被兇手視為目標而遇害，而堂弟七瀨修一是劍擊選手。
五歲時曾和阿一起洗過澡，但本人卻是極力否認（但在《魔神遺蹟殺人事件》中向學姊宗像五月發飆時大聲承認）。面對身為青梅竹馬的阿一抱持著「朋友以上，戀人未滿」的感情。不過在第二期漫畫版最後劇情中（即第一部完結時），曾與阿一接吻對與他成為一對戀人仍在努力發展中。被人問及與阿一之間的感情時和阿一同樣會以青梅竹馬的藉口作為敷衍，但若阿一與其他同年齡層女性或是高齡的女性過好時都會極力阻撓，起先只會大力踩他的腳，至後期卻會扔石塊或拳頭來攻擊。《遊戲館殺人事件》中，兩人已經很自然地牽手，在《不動高中學園祭》時兩人更是親密地拍下合照（後來被二三看到）。
初中時曾加入「籃球社」（見有聲書《死神病院殺人事件》）。現任不動高中的學生會會長，後來加入「推理研究社」至中期接任社長職位，有時會在「演藝部社」作任兼職幫忙。剛開始性格很好的設定感覺似乎有所轉變又或者這才是她的真性情；就如《金田一兩日一夜小旅行》系列中表現出的「真我」的本人或許才是她的真本性。在短篇集「底片的不在場證明」中曾瞞著阿一赴草太的電影約會結果發生車禍意外（當時要看的電影片名是「愛情盛開的季節」），所幸在沒有受到嚴重傷害下順利出院。
因為其亮麗的外型所以在劇中時常被邀請作為演員或擔任模特兒，在《香港九龍財寶殺人事件》更因為其容貌碰巧和模特兒楊蘭而相仿並且被充當替身。
和阿一共同經歷許多案件，也曾幾次陷入有生命危險的險境，亦曾有被當成兇殺案中兇嫌的經驗（《染血泳池的殺人》（動畫版改為「逆轉不可能！ 美雪的殺人嫌疑」）有出現）。在《不動高中學園祭殺人事件》，曾對阿一表示若是他們在面對案件的被害者生前曾有做出傷害他人的行為不值得獲得饒恕時，當被害者遭到殺害時將會是以不值得同情的看法（但阿一卻對這番說法做出反駁的看法）。
在許多事件中因為本人的細心跟觀察的敏銳，留意到的各種不同的微小線索助於阿一釐清事件真相（例如：《墓場島殺人事件》中留意到被害者書寫的絕世之辭的方式…等）。
在眾多案件中只有《雪影村殺人事件》、《殺人餐廳》、《明智警視之事件簿/證詞猜謎The Murder Train》、《死者的將軍棋》等作品沒有登場，在《速水玲香與不速之客》中也只在最後一格亮相，在《狐火漂流殺人事件》則只在開頭登場、未涉及事件本身。但在動畫版中除了《凌晨4時40分的鎗聲》外，在其他原作中未登場的案件中均有安排登場。
《37歲事件簿》裡已成年（37歲）於大型航空公司擔任主任乘務長，雖忙於工作但仍是透過簡訊關心阿一的生活情況，有空時也會親自拜訪阿一的住處關切他。及後在《File 132》中確認已經與阿一結婚，並已懷孕三個月。《金田一爸爸之事件簿》與阿一育有一子九十九，作為家裡的主要經濟支柱扶持家庭。《私家偵探殺人事件》的結尾時責備阿一為何要帶九十九去命案現場。

### 劍持勇
劍持勇（Isamu Kenmochi）
日本配音：小杉十郎太（動畫）；夏八木勲（劇場版1）；高橋功→大塚明夫（PS版）；土師孝也（SS版）；梅津秀行（CD有聲書版）；立木文彦（彈珠台版）
台灣配音：康殿宏（劇場版系列）；孫中台【民視版、台視版】／葉三陽【衛視版】／曹冀魯【ANIMAX版】（無印系列）；曹冀魯【ANIMAX版】／劉明勳【台視版】（R系列）
香港配音：馮志輝【亞視版】／鄧榮銾【TVB版】（無印系列）；黃志明（R系列）
演員：古尾谷雅人（第1代）；內藤剛志（第2代）；加藤雅也（第3代）；山口智充（第4代）；澤村一樹（第5代）
警視廳搜查一課的警部，長野縣出生。家裡成員為母親、妻子（和枝）和三名子女。
在《怪奇馬戲團殺人》中曾在年輕時制服騷擾和枝的人因而受到她的鍾情，之後兩人結婚並且育有三名子女。
在本作最初的《歌劇院殺人事件》中首次登場（動畫版與電視劇版則是《學園七不可思議殺人事件》），起初是個行事固執的刑警並且與阿一產生對立，但在事件解決之後就成為最能了解阿一和美雪的人。
智商IQ被認為一般值，也不擅長拼圖等動腦筋事物，所以資質平庸，但在《飛驒機關宅邸殺人事件》中也意外地揭露出犯人的部分手法。
高中時期曾在全日本柔道選手權賽中得十六個頭銜，自年少時在樹林間在擺盪樹藤卻撞上某棵大樹後而摔落受傷而罹患懼高症，因此對高度的地方感到很畏懼。擁有柔道五段的實力。日本將棋也達到三段的實力。很擅長釣魚。在學生時代曾征服白馬岳、五龍岳、槍岳及奧穗高等名山，自稱為「征服日本名峰的男人」，還可以在一分十八秒內吃完一杯麵。在動畫版中也加入喜愛欣賞古典音樂的設定。
高中畢業後進入警校成為警官，一開始被設定年齡為約40多歲的中年人，動畫版內的高中時期的同學紫乃的37歲沒有太大的差異，變改成大紫乃1歲的38歲。初戀情人兼青梅竹馬是紫乃，過去曾關注著紫乃和她的「兒子」征丸，於「飛驒機關宅邸殺人事件」中和紫乃和征丸再次重逢。儘管很會負責保護繼承巽家財產和繼承權的紫乃和征丸的人身安全，卻對紫乃的「繼子」龍之介的跋扈行徑感到很不齒，在得知征丸遇害時感到很愧疚並且在查案中幾乎查出真兇的身分。破案後得知紫乃是真兇、龍之介是紫乃的親生兒子的真相時感到震驚不已，面對紫乃所經歷的種種不幸更是成為替她的兒子龍之介奪取巽家財產而執行殺人計畫的事，為自己在過去未能出手幫助和關心紫乃的行為深感自責又痛心。
在《劍持警部之殺人》中在三年前曾義務以志工身分擔任指導劍道的導師的職責（其實力應有一定的水準），也將瑪莉奈視為孩子般來看待甚至同意她到自己的家中照料自己的孩子們並且對瑪莉奈的雙親和妹妹繪里奈很友善。當自己面對瑪莉奈突然變成凌虐案件中的被害者時感到很自責並且在處理此案件時想要找出事發經過。即使在三年後仍然關心著繪里奈一家，可是卻受到兇手「死刑執行人」的設計背負著暗殺「主嫌」毒島未隨、殺害犯下凌虐事件的兩名「共犯」多間木和魚崎的嫌疑，因此以嫌疑人的身分被通緝與收押，直至阿一破解出兇手「死刑執行人」的手法下查明自己的清白並且獲得三年前的凌虐案件的真相。
而在衍生漫畫系列的案件中的《劍持警部的劍道指導事件》中曾拜託美雪協助自己在認真教導學習劍道的學生不會讓他們畏懼自己認真指導的表情和動作，儘管有阿一的參與卻以失敗收場。
《37歲事件簿》裡已經退休但仍然保持強健體格，隨後在接到阿一的電話下再次透過以往的關係幫他進行調查案件。在高遠逃獄之後，也是明智所通知的對象之一。

### 明智健悟
明智健悟（Akechi Kengo）
日本配音：森川智之（動畫、PS版）；子安武人（SS版）；置鮎龍太郎（CD有聲書版）；福山潤（彈珠台版）
台灣配音：于正昌（劇場版系列）；于正昇【民視版】／符爽【衛視版】／陳旭昇【台視版】／劉傑【ANIMAX版】（無印系列）；劉傑【ANIMAX版】／吳愷笛【台視版】（R系列）
香港配音：梁志達→曾秉輝【亞視版】／梁志達【TVB版】（無印系列）；黃榮璋（R系列）
演員：池內萬作（第1代）
警視廳搜查一課的警視。28歲   視力右0.3，左0.4。
各項體育（擊劍、網球、騎馬等）、藝術（小提琴）、休閒活動（滑雪、射擊運動、爬山、攝影、國際象棋、將棋、撲克牌）、語言（日語、英語、法語、德語、粵語）、電腦能力（程式語言、駭客技術）、駕駛能力（汽車、飛機、大型機車、公路賽國際級比賽執照）、桑拿熱波師執照等，無一不專精。而在滑雪上，有著國手級的水準。感覺上沒有任何不擅長事物而更顯得姿容端麗。（見漫畫《蠟人形城殺人事件》、《金田一敢死之行》、明智短篇集《明智少年之華麗燦爛事件簿》與《明智少年之優雅犀利事件簿》兩書、《獄門塾殺人事件》、《高度一萬公尺的殺人》、《金田一37歲事件簿》。）
據劇情所描述，明智健悟是日本名偵探明智小五郎的來孫(本人自介)，與阿一同為名偵探之後代。遺傳自高祖父的偵探智慧和父親擔當刑警的經歷與技巧。
《魔術列車殺人事件》中對魔術相當著迷，十分崇拜日本「正牌」唯一的魔術師近宮玲子(「地獄傀儡師」高遠遙一的生母)，五年前往洛杉磯進行研修時與近宮碰過並提供她一些意見與點子，親眼看到近宮將魔術點子紀錄在記事本上，幾個星期之後明智得知近宮發生意外身亡的消息，回國後對近宮的身亡事件感到可疑而進行調查，然後懷疑是近宮的四個弟子謀害她而奪走記事本。而在《高度一萬公尺的殺人》中與JAM航空377號航班飛機的駕駛員志田智明有良好關係，加上志田智明曾經教導他有關飛機的操作手法,所以才能在破解志田命案後負責駕駛飛機讓機上眾人脫離險境，更會擅長破解密碼， 對摩斯密碼更是運用自如，曾多次跟阿一以密碼溝通的方式作為聯絡。（見漫畫《金田少年之殺人》、《金田一敢死之行》以及小說《殺戮的深藍》）。持有葡萄酒專家認證書（《神之雫殺人事件》）
東京大學法學系畢業，有史以來最年輕的警視廳警視，也曾經在洛杉磯的擔任刑警的工作。在《金田一少年敢死之行》中曾被兇手襲擊至生命垂危，不過康復後很快就回到原本的工作職務上。在《獄門塾殺人事件》中能短時間內將超難解的集訓題目全部做完。 初登場在《雪夜叉傳說殺人事件》（動畫版的初登場在《蠟人形城殺人事件》），過於自信及大意導致推理完全錯誤。
被阿一稱為：（中譯：討人厭的警視），被劍持警部稱為：（中譯：討人厭的傢伙），不過連金田一一也承認他的確有非常好的頭腦及推理能力，與阿一的關係既是競爭對手也是彼此認可對方才能的夥伴。
跟阿一於《雪夜叉傳說殺人事》，《蠟人形城殺人事件》以及《金田一少年的殺人》等兩人都處於敵對關係，但兩人合作破案的案件也相當多, 例如《殺戮的深藍》, 《金田一敢死之行》, 《獄門塾殺人事件》, 《劍持警部的殺人》, 《高度一萬公尺的殺人》, 《亡靈校舍的殺人》等, 而且兩人通力合作，破案成功率可說是百份之一百.
正因為過度思考形成說話時比較尖酸刻薄到讓人很難以接近。下屬們對自己的個性評價為「他的存在就是一種罪惡」，「個性比較適合欺壓別人」以及「問口供辦案是他的興趣」。總是一個人獨自搜查，讓人會覺得孤僻不合群的長官。例如：刑警父親所負責的「三億元搶劫事件」、有關天才魔術師近宮玲子身亡的真相等。正因為一起經歷各式各樣的案件，後期劍持警部也慢慢體會到本人是個外冷內熱的人。
比阿一更早遇上高遠（見《幽靈飯店殺人事件》和《高遠少年的事件簿》），而且在以後的事件中也與高遠多番交手， 從高遠不單寄出「犯罪導覽地圖」給阿一的同時也寄給他，可知高遠把兩人也視為宿敵。
高中時就讀東京都內私立秀央高中，有「秀央的福爾摩斯」之稱號。（明智短篇《明智少年之最初事件》）。
曾於某有名的補習社當兼職講師任教三年，因此獲得「考試之神」的傳說名號，為了捉拿高遠遙一所以負責擔任極問塾的講師並負責教導數學。（見《獄門塾殺人事件》）而在動畫版的《獄門塾殺人事件》亦相當受到獄門塾所有女學生的仰慕。
喜愛喝咖啡有時忘記是假日也會準時上班。因為不習慣戴隱形眼鏡，總會利用早晨時間試戴但終究還是無法適應。曾花六個月的時間來拍攝出自己登上山峰之頂的照片。
在電視劇中，明智警視的角色戲份被大幅刪減，例如：「三億元搶案」（電視劇為「四億元搶案」）、《金田一少年的殺人》開槍射擊阿一等的部分，皆由劍持警部角色所吸收多少引起部份影迷的不滿。其於漫畫原著《獄門塾殺人事件》的戲份，更於電視劇版被李白龍所吸收。
在《高遠少年的事件簿》裡，揭示其和高遠是相隔四年以全學科滿分入學的私立秀央高中高才生。時任音樂教師姬野將其評為「無論作什麼都像畫那般美，對任何事都很積極，總是堅持自己的主張。」
在《37歲事件簿》裡官位已升至警視長，位高權重，但已經無法像以前隨意指揮辦案或派人出動。但之後仍藉由其自身的權力讓自衛隊出動幫助困在歌島的阿一等人。在《京都美女花道家事件》尾聲傳聞將升格為警視監。在高遠逃獄之後，將此事告知金田一得知。

### 高遠遙一
高遠遙一（Takatō Yōichi）
日本配音：小野健一／阪口大助〈少年〉（動畫）
台灣配音：李香生【民視版】／符爽【衛視版】／林正騏、石薇〈少年時〉【ANIMAX版】（無印系列）；林正騏【ANIMAX版】／劉明勳【台視版】（R系列）
香港配音：翟耀輝【TVB版】（無印系列）；杜景煜（R系列）
演員：藤井尚之／澀谷謙人〈少年〉（第2代）；成宮寬貴／田中理勇〈少年〉（第4代）
- 犯罪代號：「地獄傀儡師」、「宙斯」
- 罪名：殺人、殺人未遂、教唆殺人、潛逃(香港犯罪)
- 殺人數：（原作）10人／（動畫）8人／（電視劇）4人
- 殺人未遂：（原作）3人／（動畫）2人／（電視劇）2人
- 教唆殺人致死：（原作）22人[12]／（動畫）15人／（電視劇）12人
- 事件後：在親信的幫助下越獄
- 登場案件：

金田一少年之事件簿 - 《魔術列車殺人事件》・《速水玲香誘拐殺人事件》（電視劇除外）・《露西亞人偶殺人事件》・《金田一少年的敢死之行》・《獄門塾殺人事件》・《黑魔術殺人事件》・《劍持警部的殺人》・《香港九龍財寶殺人事件》（電視劇）・《薔薇十字館殺人事件》・《高遠少年的事件簿》・《亡靈校舍之殺人》・《蟻地獄壕殺人事件》・《金田一二三誘拐殺人事件》・《鬼戶 • 墓獅子傳說殺人事件》。
金田一37歲之事件簿 - 《歌島度假村殺人事件》・《異人館酒店殺人事件》・《綾瀨連續殺人事件》・《無首滑雪者事件》・《天空密室殺人事件》。
金田一爸爸之事件簿 - 目前未知。
是本作最重要的犯罪角色之一， 以《魔術列車殺人事件》中的設定計算，年齡估計約23歲左右，體重50公斤（電視劇53公斤）。十分擅長魔術（遺傳自親生母親近宮玲子），和明智警視同為私立秀央高中少見以全科滿分入學的高材生《高遠少年的事件簿》。與金田一是偵探與犯人的宿敵關係，與明智警視卻是另一層面的敵對關係（兩人為同一高中的學長與學弟，並由同一位導師教導）。因為藉以「地獄傀儡師」的名義來教唆殺人所以可以說是日本的「福爾摩斯的宿敵犯罪拿破崙:莫里亚蒂教授」。
對自己重要的事物，包括母親的魔法點子本、魔術、曾協助自己逃亡的朋友、以及完美的殺人藝術品。
初登場在《魔術列車殺人事件》中以戴著眼鏡作為偽裝直到被揭穿為止，擅長使用玫瑰作為魔術表演或是殺人工具，另一方面也有在其他事件使用教唆殺人的身分登場。以「地獄傀儡師」的名義強調自己堅持的「犯罪藝術」，利用別人的動機為此人策劃殺人計劃，倘若執行者因執行被識破而招供，就會自己動手殺掉執行者，以求自己堅持的犯罪藝術完美。此外亦曾在《黑魔術殺人事件》（漫畫版）過後，設局毒殺被自己雇用的替身演員（動畫版則是直接現身金田一等人面前之後逃走）。在《魔術列車殺人事件》登場時給人的第一印象是個感覺木訥老實的好好先生，但被金田一識破其陰謀後露出其狡猾和冷靜的真面目，連說話語氣都和擔任經理時期的模樣截然不同。
在《高遠少年的事件簿》裡，揭露高遠於高中時期便犯下首樁殺人案件。
自幼懂事以來就和從事貿易工作的父親（後於《薔薇十字館殺人事件》證實為養父）兩個人住在英國。7歲時養父第一次帶他去倫敦的表演就此第一次見到母親近宮玲子的魔術表演，因此為之著迷之後背著養父偷練魔術。10歲那年在公園練習魔術時第二次見到母親近宮。近宮不但細心指導自己與一些建議還承諾把最好的魔術點子送給自己一人。養父在17歲的時候去世，在整理養父的遺物中透過他的日記得知近宮玲子就是自己的親生母親。在得知母親近宮去世後不久從意大利完成魔術學習歸來英國後收到母親答應「只送給他一人」 記載著各項精華魔術點子的記事本。幾個月後前往日本觀賞母親的徒弟們接手的「幻想魔術團」表演，可是發現表演者聲稱的獨創魔術卻全是出自母親近宮只傳給他一個人的記事本。高遠遙一認為母親的死因很可疑於是以經理身份加入「幻想魔術團」進行調查，得知母親的確是被四個徒弟為了得到魔術點子記事本而被背叛害死的，因而在《魔術列車殺人事件》殺害其中三名徒弟為母親報仇。《魔術列車殺人事件》落幕後一度被警方逮捕送進監獄，本於案中被其作為目標卻躲過一劫的小丑左近寺，於表演魔術期間因為機關失靈遭表演時放的火焰給燒死。據明智事後轉述左近寺其實是拿到近宮玲子刻意留下的魔術筆記本，左近寺沿用該筆記那所記載有缺陷的魔術手法進行表演，才會踏入近宮所設下的陷阱之中身亡，高遠還稱之為「近宮玲子的火焰鐵鎚制裁」。
曾以成為與近宮玲子一樣的一流魔術師為目標並在意大利一位名魔術師下習魔術三年，所以魔術技巧超一流。在《高遠少年的事件簿》透露其高中時期曾加入魔術社，連當時的魔術社指導老師姬野優未都對其才華感到驚嘆，但高遠曾向後者表示「天才都是孤獨的」。此外當時的魔術社員霧島純平亦提及少年時期的高遠其實潛藏著殺戮的本性。
擅長變裝技巧， 在《速水玲香誘拐殺人事件》及《金田一少年敢死之行》中可見識到他出神入化的變裝表演，也經常以變裝成神父或事件關係人現身事件之中。日文、英文及廣東話也很流利，亦懂得些許德文和花語（《薔薇十字館殺人事件》）。文學和音樂的造詣亦有相當水準，這方面的造詣完全不下於明智警視，因為居住英國時期照顧高遠的女傭係專修音樂學科，故在後者的指導下學會鋼琴（《高遠少年的事件簿》）。
常出現的名台詞為：「Good Luck」。以平行線或雙胞胎比喻自己與金田一一的關係：「我和你是兩條不會相交的平行線……但是，平行線雖不會相交，却永不分離（或者说，正因为平行線不會相交，所以不會分離）」、「我和你就像黑暗和光明一般，是雙胞胎一樣的存在」。
在「金田一少年敢之死行」中，最後逃跑失敗而被逮捕。及後送交一封信件金田一一跟明智警視，內容記載有可能發生犯罪的地點與事件，被明智警視稱為「極度充滿惡意的『犯罪導覽地圖』」。在「露西亞人偶殺人事件」中，逃亡資金贊助者幽月來夢因故遭殺害，本決心殺害兇手為幽月復仇，卻因同情及體會其遭遇因而阻止兇手自盡，就內心層面也有善良的一面。
曾三次被金田一成功拘捕歸案，但是每一次都能成功逃獄，被日本警方鎖定通緝。變裝技術了得, 在《獄門塾殺人事件》中以英文教師「赤尾一葉」的身份出現（真人戲劇版尾聲更一度男扮女裝，假扮成外籍玩具攤販，瞞過當時和阿一及美雪同行的李白龍），被明智警視用手槍射擊心臟部位，卻因為穿上防彈背心而無大礙。在《黑魔術殺人事件》中則以黑魔術師「黑瓜鬼門」的姿態現身, 而在《金田一少年的敢死之行》以及《劍持警部的殺人》則用神父的身份登場，而在《薔薇十字館殺人事件》的高超變裝術更使金田一一跟警察都被玩弄得團團轉。
在第二部故事中，多件案件也與自己扯上關係，出場率增加。而在《薔薇十字館殺人事件》裡因收到匿名「薔薇十字」的對象寄送的藍色薔薇，和一封以其同父異母的妹妹性命作要脅的藍色薔薇發表會邀請函，為了保護妹妹的性命與確認生父的身分，遂向金田一提出「若能偵破此案，便自願向警方自首」的條件換取對方的協助，化名插花師遠山遙治， 聯同金田一一和美雪共同行動查案。在事件末透過月讀吉賽兒的自白，繼而確認吉賽兒正是高遠的異母妹，並得知薔薇十字館正是親父留給自己的遺贈。
喜愛戴著面具，在公園或廣場表演傀儡木偶劇和魔術給附近的小孩子觀賞，也喜以人偶跟玫瑰作為自己的代號。劇情後期更自行架設個人網站「通往完美犯罪的大門」，引誘自願擔任傀儡的目標上鉤。在《亡靈校舍之殺人》甚至比阿一等人搶先從黃金島的廢棄校舍找到黃金並據為己有。
在《37歲事件簿》中確認已被逮捕，並因多起殺人罪、殺人未遂罪、教唆殺人罪而被判處死刑。二十年來被囚禁於監獄的特別拘留區中，另外他的頭髮已不再是過去的黑髮。以希臘神話的主神宙斯自居，培養出包括麻生早苗在內的十一名犯罪者。得知麻生早苗把有關地獄十二神的事告訴明智後，便透過書頁傳遞信息予位於監獄外的手下把麻生早苗給處刑。其後在《函館異人館酒店新殺人事件》亦透過同樣的手法傳遞信息予位於監獄外的手下。《天空密室殺人事件》結尾時，在親信肯﹙阿瑞斯﹚的幫助下越獄，並召集剩下的地獄十二神成員。

### 葉山海
葉山海
《金田一37歲之事件簿》的主要角色，在多起案件擔任協助金田一解謎的關鍵角色。
公關公司「音羽布萊克公關公司」的營業部企劃課的女性職員，23歲。為擔任主任的金田一一的部下，個性元氣富好奇心，仰慕金田一一。大學時期主修法語系畢業，擅長法語和中文翻譯，懂得花語且對超自然事件抱有濃厚興趣。學生時期曾參加演劇部和文學社團，還有擔任體育會滑雪社團野外滑雪隊成員，故有編寫劇本與滑雪競賽的經驗。是推理作家小美野悠人的書迷。害怕鬼怪與怪談。
在《歌島度假村殺人事件》首度和阿一搭擋負責活動，但由於被捲入高遠部屬之一的麻生早苗引發的連續殺人案件，以此契機和阿一結下不解之緣，此後經常被公司指派擔任阿一的工作助手兼幫助阿一解謎。在公司發生冰川鏡美遇害的事件中，一度被阿一懷疑是涉案當事者，但隨著阿一深入調查和揭穿內神田洋的真實身分而證實清白，《天空密室殺人事件》後獲悉阿一和美雪已婚而感到震驚。在阿一從「音羽布萊克公關公司」離職兩年開設「金田一一偵探事務所」時為參與慶祝會的人員之一。

### 金田一九十九
金田一九十九
《金田一爸爸之事件簿》的主角之一，為阿一跟美雪的獨生子。初登場時為小學生。個性開朗富好奇心，有時能察覺成年人未能注意的細節，喜歡甜食但討厭紅蘿蔔。
在《爸爸之事件簿》系列首篇《私家偵探殺人事件》正因為學校放假的關係，而跟著接受委託的阿一前往廢棄旅館，但因此遭遇了殺人案件。
另外因為是小學生的關係，所以對阿一講的部分詞彙不太清楚意思。

## 次要人物

### 速水玲香
速水玲香（Hayami Reika）
日本配音：飯塚雅弓（電視動畫）；倉田雅世（SS版）；尤加奈（彈珠台版）
台灣配音：謝佼娟、丘梅君【衛視版】／林美秀【ANIMAX版】（無印系列）；林美秀【ANIMAX版】／郭景文【台視版】（R系列）
香港配音：馬小靈【TVB版】（無印系列）；姜嘉蕾（R系列）
演員：中山愛米莉（第1代）；酒井若菜（第2代）
當紅偶像藝人、演員、歌手，真名「小城梓」。身高157cm、體重36kg、血型O型、三圍B83/W58/H84。喜愛的食物是明太子，剛開始養名叫波奇的美國短毛貓。5歲時進入劇團，14歲以「悲しき予感」一曲正式以歌手的身份出道，成為當紅偶像藝人。很喜歡阿一也對他相當很專情，可說是本作第二女主角。
初登場在《雪夜叉傳說殺人事件》中，也由此與阿一結識並產生好感，雖然是美雪感情上比較對象，但支持美雪發現自己的心意。小時候被綁架甚至認綁匪為父親（即斯德哥爾摩症候群）等悲慘身世在《塔羅山莊殺人事件》被揭露（也因此經歷影響，以至於有人準備為自己圍上圍巾時會當場面露懼色，並極力避免在頸部掛上任何飾物），又經歷「速水玲香誘拐殺人事件」等事件，讓個性外向好動的自己在快樂的表情下總是有著寂寞的面孔。唯一的親人哥哥小城拓也在《塔羅山莊殺人事件》為救自己而身亡；在《速水玲香誘拐殺人事件》中，阿一推測當紅女演員三田村圭子或許是玲香的生母，不過並未獲得證實。
在故事中常常陷入被懷疑是嫌犯的窘境。在其他多個事件開頭有登場客串，不過大多與該次事件劇情無關，是以描述和阿一之間的感情小故事為主。
在第二部漫畫中， 玲香先後在《速水玲香與不速之客》以及《鍊金術殺人事件》中再度登場，外型也有相當大的轉變，這是因為在第一部漫畫連載時期玲香的外型、服裝、髮型反映日本90年代女性偶像歌手的樣貌，到第二部漫畫連載時已顯得過時，從而被修改成更符合時下偶像歌手的造型。《鍊金術殺人事件》中跟神丘風馬的妹妹夕凪遙是好友關係，當遙承受不了電視節目的導演鬼澤等人散撥的誹謗然後選擇自盡後。為了實踐好友遙的願望並完成自己和她合作拍片的夢想，主動向劇組爭取演出角色在遙身故後的拍片期間將取替遙的角色的深森，當成遙拍攝對手戲當做補償遙的方式，因為這樣差點被遙的哥哥神丘頂替殺人嫌疑的罪刑。
《金田一37歲之事件簿》的《函館異人館酒店異聞》尾聲再度和阿一會面，氣質變得更加成熟。已退出演藝圈成為花店店主，有名已是高中生的兒子，是少數知曉阿一變得排斥推理緣故的熟識。在該系列File132揭露玲香退出對阿一的單戀後，與某位男子相戀並懷有其子，但隨著戀人被阿一揭穿犯人身分，她也一度不願諒解阿一的作法（因此讓金田一從此拒絕關於推理之事），直至案發20年孩子的父親假釋出獄才和阿一說開，表示倘若孩子的父親未被捕，他仍會過著惶恐不安的生活。

### 佐木龍太
佐木龍太（Saki Ryūta）
日本配音：難波圭一（電視動畫）
台灣配音：葉三陽→符爽【衛視版】／林正騏【ANIMAX版】（無印系列）；林正騏【ANIMAX版】／劉子弘【台視版】（R系列）
香港配音：曾秉輝【亞視版】／鄺樹培【TVB版】（無印系列）；伍博民（R系列）
演員：原知宏（第1代）；長谷川純（第2代）；岩崎大昇（第5代）
金田一一的朋友及助手，不動高中一年級，推理研究社社員之一。兄弟兩人血型皆AB型，星座雙子座。家庭成員父親（佐木連太郎）、母親（佐木良子），家中經營「佐木映像」的公司，攝影照相成為該家族最大的興趣及喜好。攝影畫面總成為金田一一參考回顧案件的關鍵，其貢獻度僅次於七瀨美雪。
漫畫版中，龍太於《學園七不可思議殺人事件》登場，但在《異人館旅館殺人事件》中，因拍攝到兇手使用的手法而遭到殺害。其後由龍二為繼承其兄遺志，擔任金田一一的第二助手，於《金田一少年的殺人》中登場。
動畫版中，龍太在《異人館旅館殺人事件》僅遭到兇手襲擊並未死去，而在電視劇中則完全沒有被捲入。漫畫版中為遵守「人死了不能復活」的規則，創作佐木龍二這角色，漫畫版背景中可以看到龍太的天使姿態模樣。兄弟兩人長相相似，但哥哥龍太個性較為陰沉總是偷偷接近別人背後拍攝；相對弟弟龍二個性較為開朗活潑。除此之外，髮型也有些許不同，因此金田一一稱龍二為「佐木二號」。
在動畫版第55話《是誰殺了女神》，佐木龍太喜歡上「美術社」的神津沙也香，而在漫畫短篇集中則是佐木龍二。在漫畫跟動畫故事中，二人同樣地自畫了一幅要送給對方，可惜卻是奇差無比，由此可知佐木龍太跟佐木龍二對於繪畫並不擅長。
動畫版及初代、二代、五代日劇版只有龍太。電視劇版本中，佐木龍太登場的案件極多，且在初代和二代被設定為沒有戴眼鏡。

### 佐木龍二
佐木龍二
日本配音：結城比呂（PS版）；下野紘（彈珠台版）
演員：有岡大貴（第4代）
金田一的朋友及助手，不動初中三年級，推理研究社社員之一。兄弟兩人血型皆AB型，星座雙子座。家庭成員父親（佐木連太郎）、母親（佐木良子），家中經營「佐木映像」的公司，攝影照相成為該家族最大的興趣及喜好，也擅長數學。攝影畫面總成為金田一一參考回顧案件的關鍵，其貢獻度僅次於七瀨美雪。
漫畫版中哥哥龍太於《學園七不可思議殺人事件》登場，但在《異人館旅館殺人事件》中因拍攝到兇手使用的手法而遭到殺害。其後由龍二為繼承其兄遺志擔任金田一的第二助手，於《金田一少年的殺人》中登場。
動畫版中哥哥龍太在《異人館旅館殺人事件》僅遭到兇手襲擊並未死去。而在電視劇中則完全沒有被捲入。漫畫版中為了遵守「人死了不能復活」的規則，創作佐木龍二這角色，漫畫版背景中可以看到龍太的天使姿態模樣。兄弟兩人長相相似，但哥哥龍太個性較為陰沉總是偷偷接近別人背後拍攝；相對弟弟龍二個性較為開朗活潑。除此之外髮型也有些許不同。因此金田一稱龍二為「佐木二號」。
在動畫版第55話《是誰殺了女神》，哥哥龍太喜歡上「美術社」的神津沙也香，而在漫畫短篇集中，則是佐木龍二。在漫畫跟動畫故事中，二人同樣地自畫一幅要送給對方，可惜卻是奇差無比，由此可知佐木龍太跟佐木龍二對於繪畫並不擅長。
在《吸血櫻殺人事件》中曾表示自己討厭豬肉的肥肉、青椒、番茄，被金田一取笑其過於挑食。
動畫版及初代日劇版只有龍太，佐木龍二則在日劇《香港九龍財寶殺人事件》中正式登場。在《獄門塾殺人事件》中取替原著「村上草太」的戲分，進入斯巴達式預備學校「獄門塾」，透漏和曾經在獄門塾補習班修習課業的韓國高中學校學生太知（原作：藍野修治）有些許交情，雖得知太知在補習班幫助遭到茂呂井一行人的欺凌的濱秋子一事，對自己未出手幫人的行為感到很愧疚，儘管得知太知的成績比茂呂井等人要好遭而到他們的為難跟欺凌卻從來沒有找自己抱怨過，在太知逝世後為其感到惋惜並同情他，直至該案兇手秋子和獄門塾的主任講師氏家貴之向眾人說出太知猝逝的真相後，出手幫助將要被高遠用刀搭挾持的秋子；但是被高遠趁隙投擲玫瑰刺中自己的胸膛，所幸沒有受到致命傷害然後為自己未能盡早出手幫助秋子的行為向她致歉。
《37歲事件簿》裡已成年（35歲），於大型影像製作公司擔任課長，並在與阿一和草太三人聚會時以阿一與美雪兩人現今的各自發展調侃阿一。在阿一從「音羽布萊克公關公司」離職兩年開設「金田一一偵探事務所」時為參與慶祝會的人員之一。

### 五木陽介
五木陽介（Itsuki Yōsuke）
日本配音：平田廣明（電視動畫、劇場版2）；二又一成（PS版）；藤原啓治（SS版）；黑田崇矢（彈珠台版）
台灣配音：李香生（劇場版系列）；葉三陽【衛視版】／陳旭昇【台視版】／蔣鐵城【ANIMAX版】（無印系列）
香港配音：待查【亞視版】／馮錦堂【TVB版】（無印系列）
演員：利重剛（第1代）；渡邊大（第5代）
年齡32歲，血型B，身高176公分，體重65公斤。職業是自由採訪的記者、自由撰稿人，以五木陽介為筆名，本名為樹村信介。明治大學肄業，單身（曾和最上葉月交往後來因感情不和而分手，原本打算要跟葉月復合，但葉月卻於《天草財寶傳說殺人事件》中被兇手作為殺害目標而不幸身亡），電視劇中設定為曾經離婚。老菸槍，一天最多抽煙至兩包的程度。
初登場是在《悲戀湖傳說殺人事件》中，傲慢自大的個性讓金田一一稱他為（中譯：討厭的人），在事件結束後轉變為豪爽開朗的性格，也成為最能理解金田一一和七瀨美雪的人。由於職業的關係，與各界人士也有認識，人脈非常廣泛，成為金田一一調查或探求各項事件關係的最佳幫手（如在《怪盜紳士的殺人》在半夜收到金田一的電話，便立即飛往波照間島找尋線索去了）。
因為經歷《東方號豪華客輪沉船事件》，因而患有恐水症。不過在《金田一少年的殺人》中為破解橘五柳的暗號，還跳進小河找尋似乎是非常矛盾。金田一少年的殺人》後，收養該案自盡的兇手都築哲雄的女兒都築瑞穗。喜歡和年輕女孩接近，不過依照本人說法，只是純粹朋友關係。
《金田一37歲事件簿》的《函館異人館酒店異聞》事件中因為工作需求採訪異人館酒店，52歲的他再度和阿一重逢，告知瑞穗年滿30歲且結婚生子的消息。

### 金田一二三
金田一二三（Kindaichi Fumi）
日本配音：池澤春菜（電視動畫、劇場版2）
台灣配音：龍顯蕙（劇場版系列）；謝佼娟、林凱羚【衛視版、台視版】／林美秀【ANIMAX版】（無印系列）
香港配音：黃玉娟【TVB版】（無印系列）
又譯富美，阿一的表妹，金田一丙助的女兒，金田一耕助的孫女。初登場時小學三年級（9歲），生日10月3日，身高124公分，體重25公斤（55英磅）。儘管表面可愛乖巧，但實際上個性自大、狡猾與奸詐，正所謂（中譯：甲醇，假装纯潔的意思），後來更被劍持戲稱為「小鬼金」，以作弄阿一為樂事。正義感不低於阿一，雖無法和表哥阿一相比，但也具備一定的推理能力，曾有親自解決的殺人事件，在《金田一二三的冒險》中，獨自推理並找出犯人。很喜歡動物(像是狗)。喜好存款用豬隻造型的存錢筒，不過裡面全是一日元的硬幣。
動畫版初登場《黑死蝶殺人事件》中，父親金田一丙助經營的兔平房旅館因殺人事件倒閉後又跑去西藏的緣故下暫時寄住在阿一家中。漫畫則於《聖誕夜殺人事件》中初登場，及後在《魔犬森林殺人事件》中因同與動畫版的相同理由而寄居於阿一家中。
短篇集中與同學星川堇、都築瑞穗合組「美少女二三偵探團」，購買一支奇蹟神秘的手杖（3800日元）可變身「愛的美少女偵探二三」。決定的台詞為：（中譯：以爺爺的名字起誓！這個世界上没有解開不了的謎團！）。
曾兩度被捲入綁架事件成為人質差點陷入絕命危機（《金田一二三誘拐事件》、《金田一二三誘拐殺人事件》）。
在《金田一37歲之事件簿》裡已成年（29歲），任職於角鴞偵探社，將表哥阿一過往的破案經歷作為創作靈感來源，編寫成小說《緋之川傳說殺人事件》並以「金田」這個筆名發表而獲得遲川推理獎的三等獎（向表哥阿一表示她有將破案內容修改的讓人認不出來跟當時案子有關連，被高遠評價為角色關係跟犯案動機方面的寫作還有些稚嫩點），於《綾瀨連環殺人事件》正式接受頒獎。和推理小說家小美野悠人（本名"如月悠次"）為戀人關係（阿一得知後非常訝異）。在阿一告知男友悠人可能是殺人事件的犯人時感到很震驚，儘管不想要接受事實卻仍決定協助他解開真相，之後替阿一以兜風之名義約出悠人並以聚聊案件過程的方式迫使他說出他的犯罪手法。事後依照悠人的請求抵達兩人曾經約會的咖啡館尋獲後者留給自己的智慧手機及訊息。原本想讓阿一看悠人所留下來的訊息，但看到阿一不想再面對關於推理解謎的事時只好暫緩告知並改由自己先處理。
在《無首滑雪者事件》之後，約了阿一見面並讓他看關於悠人所留下來的訊息內容，讓看完內容的阿一頓時驚愕，但也讓阿一得知自己身邊早已埋伏著高遠的監視者。
《金田一爸爸之事件簿》中透露阿一開設「金田一一偵探事務所」後，待在阿一的事務所任職（但阿一缺錢，所以連二三的打工費都很難支付），升格為九十九的表姑。

### 村上草太
村上草太（Murakami Sōta）
日本配音：青羽剛（無印系列）；淺沼晉太郎（R系列）
台灣配音：李培松（無印系列）；李培松→劉傑【ANIMAX版】／劉子弘【台視版】（R系列）
初登場案件：短篇漫畫《底片裏的不在場證明》，長篇漫畫是《天草財寶傳說殺人事件》；動畫版《瞬間消失之迷》；在第二部漫畫在《獄門塾殺人事件》復出增加不少的戲份。
不動高中二年級生，阿一的同學，自中學時期和他相識，推理研究社社員之一。出生於千葉縣，身高173公分，雙親皆為律師，本人似乎未來也想往這個方向而努力。曾仰慕並且喜歡著美雪（而美雪似乎也有點欣賞草太）也常為她為何這麼喜歡看似癡傻的阿一而感到非常不解。
在短篇集「底片的不在場證明」中，美雪曾瞞著阿一赴自己的電影約會時就發生車禍事故（所幸沒有毫無大礙出院），當時美雪邀自己看的電影片名叫「愛情盛開的季節」。
在《獄門塾殺人事件》中在獄門塾補習學校補習課業跟曾在此補習學校中修習的學生藍野（真人劇作為馬太知）有些交情，儘管得知藍野的成績比茂呂井一行人要好卻受到他們的為難卻從來沒有找自己埋怨過。在藍野因病逝世時感到很惋惜並且知道他要施打續命藥物的實情。在藍野逝世的一年後跟阿一和美雪參加獄門塾補習班所舉辦的集訓活動並且在隸屬獄門塾集訓宿舍的太陽莊和月光莊進行為期三天的集訓，卻被捲入發生兇手「麻雀」殺害茂呂井一行人的案件中。為了查出案件的詳細經過決定向阿一透露出藍野生前認真學習的模樣和他猝逝的詳細經過，更是道出茂呂井一行人多次找藍野危難的事。後來從秋子和獄門塾的主任講師氏家貴之（藍野的生父）向眾人說出茂呂井一行人謀害藍野的經過後，並且在事後為自己明知在秋子遭受欺凌、藍野受到迫害的經過時卻沒有盡早出手幫助他們的事深感自責也對茂呂井一行人抱持著不同情的態度。
在《金田一37歲事件簿》裡已成年（37歲），婚後育有兩名子女，於當地信用金庫合作社擔任的課長，仍關心著阿一與美雪兩人之間的感情。在阿一從「音羽布萊克公關公司」離職兩年開設「金田一一偵探事務所」時為參與慶祝會的人員之一。

### 森下家
森下桃香（Morishita Momoka）
初登場案件：《金田一37歲事件簿》。
阿一隔壁住處的單親主婦，從事宴會策辦服務業。外型漂亮又溫和親切，有時會委託阿一照顧兒子走野，飽受高級公寓的主婦的壓力逼迫。
森下走野（Morishita Sōya）
初登場案件：《金田一37歲事件簿》。
桃香的兒子，11歲，個性淡漠，對於阿一抱持不以為然的態度。

## 警察

### 警視廳
正野道真（Tadano Michizane）
日本配音：高木涉（電視版、劇場版）
台灣配音：陳旭昇（劇場版2）；馬伯強→李培松→梁興昌→林正騏【ANIMAX版】（無印系列）；林正騏【ANIMAX版】（R系列）
警視廳搜查一課刑警，其位階大概在巡查部長或警部補之間。明智警視和劍持警部的部下，負責偵查和提取物品等相關工作。
在《速水玲香誘拐殺人事件》初登場。和明智警視同樣是秀央高中畢業，不過成績不如明智警視，對阿一和美雪的態度很好。
菅原（Sugawara）
日本配音：小野健一（電視版、劇場版）
台灣配音：陳宏瑋（劇場版2）；符爽【衛視版】／蔣鐵城→梁興昌【ANIMAX版】（無印系列）
警視廳搜查一課刑警。在《速水玲香誘拐殺人事件》初登場。
中村一郎（Nakamura Ichirō）
配音：伊藤和晃（日本）；曹冀魯【衛視版】／劉傑→梁興昌【ANIMAX版】（台灣）
警視廳搜查一課刑警。在《幽靈客船殺人事件》初登場。
權藤徹男（Gondō Tetsuo）
配音：中博史（日本）；曹冀魯【ANIMAX版】（台灣）
警視廳搜查一課刑警，認識明智的父親，曾多次與明智見過面。
在《明智少年之最初事件》初登場，圖書館命案中懷疑明智就是真兇而後該案告破，真兇是另有其人。在《高遠少年事件簿》中也有登場。
茅杏子（Kaya Kyōko）
配音：竹田愛里（日本）；龍顯蕙【衛視版】／石薇【ANIMAX版】（台灣）
東京警視廳警部，在短篇中後調至橫濱神奈川縣。是一位妖艷且神秘的女性刑警，年齡、身高、體重、家庭成員等，全部不明。御茶水女子大學畢業，有四分之一的英國血統。英文、德文十分流利，也擅長日本舞蹈及茶道。
初登場在《秘寶島殺人事件》中，曾經在露天溫泉與阿一赤裸貼身以及邀約他一起用餐。經常隨身帶著一個木盒，從木盒裡傳出「喀噠喀噠」的聲音，一般認為是某種生物。不過《秘寶島殺人事件》最後從木盒裡發射手槍藉以阻止犯人，事後本人卻說只有那個時候是手槍。在短篇集的事件中再跟阿一碰面答應要讓他看木盒裡的東西，打開之後卻是一個更小的木盒。
山本大五郎（Yamamoto Daigorō）
配音：高橋廣樹（日本）；何志威【ANIMAX版】（台灣）
警視廳搜查一課刑警。在《明智少年之最初事件》初登場，對明智的態度很緩和。
住吉慎吾（Sumiyoshi Shingo）
配音：高木涉（日本）；曹冀魯【衛視版】／林正騏【ANIMAX版】（台灣）
警視廳搜查一課刑警，位階可能比正野更低。
僅於《明智警視華麗的推理》中登場，案件發生時因懷疑阿一有殺人的嫌疑於是將他給拘押起來，而後該事件由明智警視推理出真兇後偵破。
溝岸（Mizogishi）
配音：加藤清司（日本）；劉傑【ANIMAX版】（台灣）
演員：緋田康人（第4代）
不動山警署（隸屬東京警視廳轄下）的刑警。
僅於《獄門塾殺人事件》殺人事件登場，在獄門塾傳出首樁命案後負責調查此案相關人士的警察，認為阿一是個很會找別人的麻煩的高中生對他表露出歧視的態度。
青井零兒（Aoi Reiji）
配音：玉木雅士（日本）；曹冀魯【ANIMAX版】（台灣）
不動山警署（隸屬東京警視廳轄下）刑事課刑警。階級是巡查，25歲。
僅於《劍持警部殺人事件》中登場，是三年前的凌虐事件中的被害者瑪莉奈的前男友，青井在未成為刑事前是個大學學生，他和他的前女友瑪莉奈說好等他們在高中和大學畢業不久就要結婚成家。當他對前女友變成凌虐案件的被害者時為自己沒能提前去救人的行為感到很自責。青井在事發後擔任刑事並且以自己的要求被分發到不動山警署的期間擔任保護繪里奈（瑪莉奈的妹妹）的人身安全的警衛。後來青井在得知毒島在凌虐案件中是無相關的人的真相後，他決定原諒與釋懷毒島的期間終於振作起來。
小林龍太郎（Kobayashi Ryūtarō）
配音：千葉雄大（日本）；林正騏【ANIMAX版】（台灣）
在《明智警部之事件簿》初登場。警視廳刑警，25歲。明智的下屬，拜明智為自己的恩師。
幸村真之助（Yukimura Shinnosuke）
《金田一37歲之事件簿》中登場。警視廳搜查一科警視，27歲。明智的下屬。為人驕傲，亦因此在推理期間時而大意導致誤判。
初登場於《京都美女華道家殺人事件》尾聲，在檢視京極家連續殺人命案報告期間直覺該案會引出另一起大案件，並向明智提出阿一有涉嫌為一係連環兇犯案的質疑。《函館異人館酒店異聞》事件首度誤會阿一，在該案一度懷疑對方為該案兇嫌仍協助他蒐集證據。

### 府縣警
俵田孝太郎（Tawarada Kōtarō）
演員：白井晃（第1代）
青森縣警署警部，剛開始是刑警。埼玉縣出生，東北大學畢業。年齡約30歲左右，家庭成員妻子及兩個孩子，血型O型，星座巨蟹座。
初登場在《異人館村殺人事件》中，對於阿一過人的推理能力感到敬佩要他協助，對阿一轉移信賴及依賴，喜愛稱呼阿一為「金田二」。個性是行動熱血派，有超強過人的體力有利於搜查工作，卻不擅於進行推理等思考事物。喜愛向人炫耀自己的權威，不過人品並不壞。
動畫版中未登場；電視劇中被改寫成性格較差且酗酒。於漫畫第二部的《食人研究所殺人事件》再度登場。
長島滋（Nagashima Shigeru）
配音：堀內賢雄（日本）；符爽【衛視版】／林正騏【ANIMAX版】（台灣）；黃子敬【TVB版】（香港）
長野縣警署警部，45歲。個性非常頑固且死板，在動畫版的《聖情人節殺人事件》時，可以看出態度比一剛開始時已經和緩很多，大學時期最大的興趣是文學（見《邪宗館殺人事件》）。
初登場在《金田一少年的殺人》中，由於那次事件所有不利證據皆指向阿一，就貿然斷定阿一就是殺人兇手，因而沒對其他人做任何搜查，之後該事件被阿一的推理給偵破。在中後期事件雖仍十分討厭阿一甚至叫他瘟神（到哪都會發生案件的意思），在內心對阿一的推理能力十分敬佩。
在電視劇連載中，長島警部的角色戲份被完全刪除，由明智警視角色吸收。
大河內善助（Ookōchi Zensuke）
配音：大友龍三郎（日本）；劉傑【ANIMAX版】（台灣）
青森縣警署警部，54歲。
初登場在《怪盜紳士的殺人》中，起初不同意阿一委託調查系列案件，後來見識阿一的推理能力後態度轉變。
豬川將佐（Inokawa Masasuke）
配音：矢尾一樹（日本）；葉三陽【衛視版】／蔣鐵城【ANIMAX版】（台灣）；李錦綸【TVB版】（香港）
演員：高杉亘（第2代）
石川縣警署警部，32歲。具有帥氣的外型及清晰明理的頭腦，感覺跟明智警視很像，但態度很傲慢。
初登場《黑死蝶殺人事件》中，當初也是和阿一產生對至關係，也對他的推理都不可靠，直至事件解決後才認可阿一的能力。在漫畫第一部的《金田一敢死之行》中阿一向大家募款時也曾經再次登場。
石井雅之（Ishii Masayuki）
配音：廣瀨正志（日本）；曹冀魯【ANIMAX版】（台灣）
熊本縣警署警部。頑固死板的刑警，常炫耀著得到幾次刑警總監獎。
初登場在《天草財寶傳說殺人事件》中，在最後階段中不讓金田一推理出真正的兇手，可惜最後還是屈服於明智警視尖酸刻薄的言語。
如月美和（Kisaragi Miwa）
配音：野澤由香里（日本）；石薇【ANIMAX版】（台灣）
動畫原創人物。石川縣警署警官，位階不明。散發著成熟女人的撫媚魅力，似乎有其一定的推理能力，個性也十分的冷靜。
初登場在《悲嘆鬼傳說殺人事件》登場，剛開始只覺得阿一只是個不成熟的小孩，後來在聽阿一推理之後覺得他是個成熟的男人。
川原（Kawahara）
白狐村的縣警。
僅於漫畫《狐火漂流殺人事件》登場，在白狐村接連發生命案後負責偵辦此案，但礙於上級的命令不能違背故在私底下暗助阿一偵查案件。
藤澤（Fujisawa）
《金田一37歲之事件簿》中登場。神奈川縣縣警。
於漫畫《黑靈旅館殺人事件》登場，受命偵辦黑靈旅館的命案，起先對於非警員的阿一提出自身推理感到很不悅，但由於玲香致電給劍持所在的警視廳搜查一課，被劍持以阿一多度協助警方辦案為由說服下轉而同意讓他協助調查此案件。
山科六郎（Yamashita Rokurō）
《金田一37歲之事件簿》中登場。京都府警，京都本地人，52歲。
於漫畫《京都美人花道家事件》登場，因為京極家發生命案奉命調查此事，對阿一碰巧成為案件目擊者及推理行為抱持懷疑態度。

### 海外警察
愛德華·可倫坡（Edward Colombo）
配音：鹽屋翼（日本）；符爽【衛視版】／蔣鐵城【ANIMAX版】（台灣）
美國洛杉磯的警官的外甥，17歲。已知親戚有同為警官的叔叔和阿姨，本身亦解決不少刑案。
僅登場於《蠟人形城殺人事件》，自述害怕打雷和幽靈，很討厭蜘蛛，談話期間不時和他人分享其叔叔可伦坡和阿姨的趣事。阿姨則是推理小說迷。雖推理能力略遜於阿一卻意外的在案件裡替明智證實他的清白。事件過後偕同其他逃出蠟人形城火災的倖存當事者住院休養。
派翠西亞·歐布萊恩（Patricia O'Brien）
配音：渡邊美佐（日本）；石薇【ANIMAX版】（台灣）
明智警視在洛杉磯警察時期的同事刑警。金髮美女，明智警視以暱稱「派特」稱呼，對她的感覺：「既是女性也是搭檔」，不知與明智警視是朋友還是戀人。
動畫版只出現於死者將軍棋，漫畫版還出現於幽靈飯店案，幫助明智找尋真兇順便逮捕一名電腦程序員。
李波兒（Lee Bo Yee）
配音：鈴置洋孝（日本）；梁興昌【ANIMAX版】（台灣）
演員：修健（第1代、電影版）
香港的刑警，28歲。初登場時在上海擔任過公安，與劍持勇是朋友關係，日語十分流利，很擅長使用中國功夫螳螂拳。
初登場《上海魚人傳說殺人事件》中態度極自傲曾多次與楊小龍和阿一一行人發生衝突與對峙，直至阿一破案後認同他的推理能力。
李白龍（Li Bailong）
配音：千葉一伸（日本）；夏治世【ANIMAX版】／劉明勳【台視版】（台灣）；鄧燦陽（香港）
演員：吳尊（第4代）（日語吹替：浪川大輔／東地宏樹）
來自台灣的國際刑警，26歲。為中日混血兒，有著金髮紅眼的特徵，日語相當流利。初登場於《香港九龍財寶殺人事件》，負責前往香港調查傳說中九龍財寶鑽石-「龍之眼」的下落。為「九龍皇帝王」王龍的次子，由於當時父親王龍在多年前被手下陳永福、新力跟柳愛碧三人給背叛殺害後，導致和兄長瀧川龍太與弟弟金龍東、以及當時懷著未出生的妹妹楊蘭的母親楊美琴不得不分離。所幸由碧在暗中幫助下順利逃到台灣尋求庇護下當上國際刑警，也在此事件中也與阿一合作找尋父親王龍遺留下的核彈並拆除同時調查出母親美琴去世的真相，得知母親美琴去世的真相後和兄長瀧川和弟弟龍東以及妹妹楊蘭再次重逢相認。
後來白龍刑警於電視劇、動畫版中戲分大增。在真人電視劇特別版《獄門塾殺人事件》中取替原著「明智」警官的戲分，因為得知妹妹楊蘭在香港所策劃的殺人事件跟紅色通緝令的國際通緝犯－地獄傀儡師 高遠遙一有關，為了逮捕高遠於是和阿一、美雪和佐木聯手決定參與斯巴達式預備學校「獄門塾」的集訓活動，以臨時獄門塾理科老師一起來到馬來西亞森林進行強化合宿。在電視動畫版《金田一少年敢死之行》中取替原著「李波兒」公安的戲分，來到皇龍酒店負責綁架案件的調查，在綁架犯要求把贖金交紅衣女子，在追查時歷經紅衣女子被人給殺害以及阿一被成為嫌疑人的事發經過，因為和阿一在香港九龍時中有過交情與協助所以相信他是清白的真相。

## 不動高中

### 推理研究社
櫻樹琉璃子（Sakuragi Ruiko）
配音：篠原惠美（日本）；李宛鳳【民視版】／王瑞芹【衛視版】／林美秀【ANIMAX版】（台灣）；徐愛貞（香港）
演員：高橋玲奈（第1代）；大友花戀（第5代）
- 登場案件：《學園七不可思議殺人事件》

初登場《學園七不可思議殺人事件》中，不動高中三年級生，該作品一開始是「推理研究社」社長。舉手投足間充滿女人味，熱情開放的個性，簡直就是「學生情人」的典範。
是除卻七瀨美雪、在歌劇院殺人事件犧牲的話劇社顧問緒方夏代老師以外，在阿一沒有解決任何事件前就已經承認且賞識他的能力的人，後來在事件中發現推理社牆裡隱藏的枯骨，留下暗語向社員們暗示此事遭該案兇手襲擊不幸身亡。
由於動畫版、電視劇版第一話是《學園七不可思議殺人事件》，也是成為該作第一個犧牲者。
第1代電視劇名字設定為「櫻樹麻里子」。
真壁誠（Makabe Makoto）
配音：山崎巧（日本）；于正昌【民視版】／孫誠【衛視版】／劉傑【ANIMAX版】（台灣）；黄志明（香港）
演員：佐野瑞樹（第1代）；淺利陽介（第4代）；細田佳央太（第5代）
- 登場案件：《學園七不可思議殺人事件》、《瞬間消失之謎》、《金田一37歲之事件簿》

初登場《學園七不可思議殺人事件》中，就讀不動高中三年級，電視劇版本為二年級。身高172公分，體重62公斤，血型A型，星座魔羯座。「推理研究社」社員之一，在櫻樹遇害後接任社長。所出版的《鐲子殺人事件》推理小說獲獎，成為現役的高中生推理作家，不過事實上幕後執筆人卻是鷹島。對於感情卻是放蕩隨便，也有追求過美雪及琉璃子的紀錄。因為推理能力及人際關係不如阿一總事常對他產生妒忌與不悅。
《37歲事件簿》裡已成年（38歲），與鷹島友代結婚成為其丈夫，職業為警官，個性相較學生時代成熟許多，在多起案件裡藉由自己的警官身份協助阿一釐清案情。在阿一從「音羽布萊克公關公司」離職兩年開設「金田一一偵探事務所」時為參與慶祝會的人員之一。
原先設定該角色是非固定角色，但在電視劇版改編成重要的配角之一，也大幅增加登場事件，從阿一的學長變成同年級的同學，甚至增加弟弟‧真壁實（Murakami Minoru）的角色。在第4代電視劇版，角色修改成幼稚頑皮而相當激動的個性並且和佐木一樣屬於主角圈的人物，基本上取代草太的位置。另外在日劇版的《薔薇十字館》一案也有出場取代生物老師與佐久羅京為多年失散的兄弟。
鷹島友代（Takashima Tomoyo）
配音：三浦七緒子（日本）；鄭仁君【衛視版】／鄭仁麗→林美秀【ANIMAX版】（台灣）；吳小藝（香港）
演員：三浦理惠子（第1代）
- 登場案件：《學園七不可思議殺人事件》、《瞬間消失之謎》

初登場《學園七不可思議殺人事件》中，不動高中二年級。「推理研究社」社員之一。患有潔癖症，經常戴著手套。因為喜歡真壁，甘心成為《鐲子殺人事件》小說的幕後執筆人。
《37歲事件簿》中與真壁結婚成為其妻子。
電視劇版的鷹島友代甚至還取代森下麗美的身份與戲份。
美浦惠美里（Miura Emily）
配音：金月真美（日本）；林美秀【ANIMAX版】（台灣）
- 登場案件：《天草財寶傳說殺人事件》、《金田一少年敢死之行》

初登場《天草財寶傳說殺人事件》，暱稱「愛咪」。就讀不動高中一年級，也隸屬於「推理研究社」社員之一。是代代相傳的「ダウジング（dowsing）」（中文名稱：探測棒、尋龍棒、降龍棒、占卜棒等名稱。左右手各拿L型棒子探測的方法）家族。此事件由阿一破解暗號確定範圍後，經由美浦利用該方法確定寶藏埋藏的地點。可愛亮麗的外型，舉手投足間皆有迷人的魅力。很喜歡阿一但因此和美雪有些許不合。

### 其他學生
朝基（Asaki）
- 登場案件：《蠟人城殺人事件》（初登場）

在《蠟人城殺人事件》初登場，動畫版中未登場。不動高中二年級，特徵是額前特長的瀏海和配戴眼鏡，為人高傲。
岡崎浩司郎（Okazaki Koushirou）
日本配音：高戶靖廣（無印系列）；金本涼輔（R系列）
台灣配音：符爽【衛視版】／劉傑【ANIMAX版】（無印系列）；劉傑【ANIMAX版】／劉明勳【台視版】（R系列）
- 登場案件：《墓場島殺人事件》、《遊戲館殺人事件》

於《墓場島殺人事件》初登場。不動高中二年級。
平嶋千繪（Hirashima Chie）
配音：岩井由希子（日本）；鄭仁君【衛視版】／穆宣名【ANIMAX版】（台灣）
- 登場案件：《墓場島殺人事件》、《是誰殺了女神?》

於《墓場島殺人事件》初登場。不動高中二年級。
宗像五月（Munakata Satsuki）
配音：水谷優子（日本）；鄭仁君【衛視版】／林美秀【ANIMAX版】（台灣）；程文意（香港）
- 登場案件：《魔神遺跡殺人事件》

僅於《魔神遺跡殺人事件》登場。不動高中三年級，為考古學家宗像志郎教授和幫傭村西彌生的私生女，也是考古學教授國守秋比古的助理 鳥邊野章的青梅竹馬。在父親發生意外逝世後，對阿一提出「只要協助找到魔神銅器，就會支付酬勞」的條件，邀請阿一和美雪至故鄉摩陣村展開魔神銅器的挖掘行動。因為自己要遵守宗像家的女性18歲時必須和某位男性延續後代的習俗因此險些和阿一發生關係，在案件過後得知彌生是自己的生母以及聽聞父親發生意外逝世的真相經過，事後和彌生以母女的身份生活和鳥邊正式相認。
黑河美穗（Kurokawa Miho）
配音：水原玲（日本）；石薇【ANIMAX版】（台灣）
演員：岡本梓（第4代）
- 登場案件：《銀幕之殺人鬼事件》

僅於《銀幕之殺人鬼事件》登場。不動藝術高中學校電影研究社的二年級學生。電影研究部的女社員，擅長占星術。因為背上有著類似天蠍座形狀的傷痕，所以從不在別人的面前更衣(即使是同性也是一樣)，動畫版中增加傷痕是過去在拍攝時因舞台燈倒下砸到背部發生燒傷的意外事故。曾被阿一要手機號碼，從動畫版的《狐火漂流殺人事件》可以看出。
電視劇版設定為不動高中學校的二年級學生，曾被警察懷疑是兇手事件之後加入推理研究社。
八尾徹平（Yao Teppei）
配音：高橋直純（日本）；梁興昌【ANIMAX版】（台灣）
- 登場案件：《魔犬森林殺人事件》

僅於《魔犬森林殺人事件》短暫登場，不動高中二年級。在事件中邀請阿一、美雪、千家在山梨縣的別墅附近森林採菇，但因為阿一為爭取和美雪獨處的時間，和美雪、千家誤服剛摘採的毒菇，加著美雪、千家受毒菇影響神志不清而燒毀自己的別墅，後來由千家逮領之際前往萬屋等人所在的廢棄研究所。

### 教職員
不動高中校長
配音：西村知道（日本）；孫誠【衛視版】／林正騏【ANIMAX版】（台灣）
- 登場案件：《異人館村殺人事件》、《學園七不可思議殺人事件》。

不動高中的校長。
緒方夏代（Ogata Natsuyo）
配音：富澤美智惠（日本）；鄭仁君【衛視版】／丘梅君【ANIMAX版】（台灣）
- 登場案件：《歌劇院殺人事件》

不動高中的音樂老師兼話劇社顧問老師，動畫版則職業更動為歌劇院的廚師。是少數知道阿一為名偵探金田一耕助孫子的教職人員，並直言阿一會是很有意思的學生。
僅於《歌劇院殺人事件》短暫登場，在該事件中因為社團學生日高詩織、桐生春美接連遇害身亡後獨自在調查的期間發現兇手遺落的證物時被該案兇手有森裕二給襲擊身亡，事後有森也為殺害緒方一事感到懊悔不已。
吉長（Yoshinaga）
配音：永野愛（日本）；林美秀【ANIMAX版】／郭景文【台視版】（台灣）
- 登場案件：《雪鬼傳說殺人事件》（漫畫）；《香港九龍財寶殺人事件》、《劍持警部殺人事件》（動畫）

不動高中的教師，阿一的班導師。

## 親屬相關者

### 金田一相關者
金田一耕助（Kindaichi Kousuke）
原作天樹征丸定為主角金田一一的爺爺，不過只是以名字出現，樣子及事蹟完全沒有提及。
曾傳出橫溝正史的部份家屬抗議此設定，但現在天樹征丸與橫溝正史家屬之間的協商已經結束。
阿一的母親
配音：潘惠子／川村万梨阿【CD有聲書】（日本）；林美秀【ANIMAX版】／郭景文【台視版】（台灣）
演員：室井滋（第2代）
- 登場案件：《雪夜叉傳說殺人事件》、《秘寶島殺人事件》、《雪靈傳說殺人事件》、《食人研究所殺人事件》、《跳水池的惡靈》（動畫）

阿一的母親，漫畫設定為金田一耕助的女兒，繼承金田一家的直系血脈，但並未交代名字。遺傳相當的推理能力，學生時期曾解決過幾個案件。與金田一的父親在短大的網球社團認識，丈夫為入贅，目前僅是家庭主婦。破案的智慧全用來「引導」獨子阿一來參加尋寶之類發橫財的活動（來源自《推理公式大破解》一書）。對出國旅行及各種名牌用品極有興趣，而且跟美雪出奇的合拍，希望美雪能成為金田一的妻子（見《秘寶島殺人事件》及《雪靈傳說殺人事件》）。
阿一的父親
- 登場案件：《秘寶島殺人事件》、《金田一少年敢死之行》

阿一的父親，金田一耕助之女婿，短大時期曾參加網球社團，因牽扯進某一事件而結織金田一之母，而後戀愛結婚，並入贅金田一家.在家對老婆言聽計從，是一以外銷為主的企業平凡上班族（見《秘寶島殺人事件》），也可能是保險公司的上班族（見《推理公式大破解》一書），喜愛釣魚，常跟金田一丙助一起作伴釣魚，在阿一小時候也會經常帶同他一起前往。
金田一丙助（Kindaichi Heisuke）
配音：長島雄一（日本）；符爽【衛視版】／曹冀魯【ANIMAX版】（台灣）
- 登場案件：《聖誕夜殺人事件》、《金田一二三綁架殺人事件》、《黑死蝶殺人事件》（動畫）

二三的父親，阿一的母親的弟弟，阿一的舅舅。因所開的旅館發生殺人事件而倒閉，在將女兒二三交給姐姐家照顧後說要去尋找"神秘空中都市香格里拉"的寶藏就到西藏去(見"魔犬森林殺人事件"結尾)。在《金田一二三綁架殺人事件》一開始提到他回日本後又到衣索比亞尋找"夢幻咖啡豆"。

### 七瀨相關者
美雪的雙親
配音：西原K太（日本）；葉三陽【衛視版】／林正騏【ANIMAX版】（台灣）
配音：尾小平志津香（日本）；鄭仁君【衛視版】／林美秀【ANIMAX版】（台灣）
- 登場案件：《學園七不思議殺人事件》。

美雪的雙親。
橘川茂（Kikkawa Shigeru）
配音：蓮透（日本）；林正騏【ANIMAX版】（台灣）
演員：小林賢二（第1代）
- 登場案件：《悲戀湖傳說殺人事件》。

美雪的表哥，曾搭乘過發生事故而沉沒的客船"東方號"。原本受邀參加悲戀湖旅行，但因為要處理大學補考要求美雪找人代替自己去參加此活動（但要對方用他的名字來參加）。在事件中被兇手以"無法參加悲戀湖旅行活動的人可以得到特別的禮物"為由騙至悲戀湖對岸樹林而遭到殺害。

### 劍持相關者
劍持和枝（Kenmochi Kazue）
配音：皆口裕子（日本）；林美秀【ANIMAX版】／邱佩轝【台視版】（台灣）
演員：笛吹雅子（第2代）
- 登場案件：《飛驒機關宅邸殺人事件》、《怪奇馬戲團殺人》、《幽靈客船殺人事件》、《劍持警部的殺人》。

劍持的妻子，本姓不詳，首度登場於《飛驒機關宅邸殺人事件》事件尾聲。在《怪奇馬戲團殺人》中年輕時期在旅遊期間受到騷擾，碰巧撞見劍持立刻見義勇的義勇行徑對他產生鍾情與邂逅，兩人結婚後育有三名子女。現時為家庭主婦。
小說版《幽靈客船殺人事件》裡，偕同劍持登船旅行並巧遇阿一和美雪（動畫版則刪減此情節），真人版雖有露面卻未陪同劍持旅行，個性亦有別於漫畫和小說版的設定。在《鍊金術殺人事件》中，被劍持給提及開始接觸並投資股票，原本被丈夫劍持並不看好自己的投資方式，後來真的賺到一筆不小的金額。《遊戲館殺人事件》中，劍持於對話間提過自己曾學習洋酒和品酒的知識意外地成為阿一破案的關鍵。
於第二部漫畫中的《劍持警部的殺人》中在丈夫劍持背負著涉嫌殺人嫌疑的前後時，跟阿一和美雪講述劍持在三年前將他的劍道學生瑪莉奈視為孩子般來看待也常邀她到他們的家中照料他的孩子們的同時也很關心著她的家人的事，助以阿一破案並且查明劍持的清白的經過。

### 高遠相關者
近宮玲子（Sakamiya Reiko）
配音：小山茉美（日本）；鄭仁君【衛視版】／林美秀【ANIMAX版】（台灣）
演員：金久美子（第2代）
- 登場案件：《魔術列車殺人事件》。

幻想魔術團前任團長，高遠的生母。近宮自誕下兒子高遠後便將他託付給其養父照顧。某天在路過公園時遇見正在練習魔術的高遠並親自指導並允諾會將自己的魔術筆記送給他。在英國辦事完後在機場跟搭機前往洛杉磯的明智警視碰面時接受他的提案下將多數魔術點子寫在自己的魔術筆記，之後把筆記寄到英國贈送給高遠，但還未能親眼見證高遠成為魔術師時被自己的四位徒弟紳士山神與其妻子美人魚夕海、貴公子由良間和小丑左近寺給背叛並且在舞臺高處時不慎踩到左近寺在暗中所設置的陷阱從高處發生墜落事故身亡，促使高遠在五年後進入幻想魔術團替自己展開復仇的伏筆契機。
實際上近宮在出事前早已察覺到左近寺四人為了奪取魔術筆記而策劃出謀害自己的行為，她為了懲處自己的四位不肖徒弟是先準備好兩本筆記並在其中一本筆記內寫下許多失敗的魔術手法，而將另一個沒有寫出失敗的魔術手法的筆記送給高遠。因而讓高遠、明智警視和阿一一行人在左近寺在魔術表演中發生意外身亡的前後發現這件事。
高遠的養父
配音：木村雅史（日本）；曹冀魯【ANIMAX版】（台灣）
演員：石塚運昇（第4代）
- 登場案件：《魔術列車殺人事件》、《薔薇十字館殺人事件》。

高遠的養父。曾與高遠的生母近宮產生過戀情並且將高遠撫養成人，甚至在高遠7歲時帶他去看近宮的魔術表演後默許他走向他的母親近宮的魔術師的道路，直到在高遠17歲時過世留下自己與近宮相處的相簿給高遠看說明近宮是他的親生母親的訊息，生前曾向高遠透漏出他有個同父異母的妹妹（指的是月讀吉賽兒）的事。
月讀吉賽兒
高遠同父異母的妹妹。詳情資料請參閱「月讀吉賽兒」。

### 速水相關者
三田村圭子（Mitamura Keiko）
配音：土井美加（日本）；謝佼娟【衛視版】／鄭仁麗【ANIMAX版】（台灣）
演員：石田良子（第2代）
- 登場案件：《速水玲香誘拐殺人事件》

45歳。老練女演員。速水玲香的親生母親（但直到案件結束都沒講明）。

### 五木相關者
都築瑞穗（Tsuzuki Mizuho）
配音：日高範子（日本）；謝佼娟【衛視版】／林美秀【ANIMAX版】（台灣）
演員：鈴木杏（第1代）
- 登場案件：《金田一少年的殺人》

電視導播都築哲雄的女兒，母親逝世後，被醫師診斷出罹患嚴重腎功能衰竭，雖然父親哲雄曾試著移植自身的腎臟給她，卻因為醫療失誤導致手術失敗，以至於哲雄為了幫助她取得適合移植的腎臟，遂答應協助前田醫師走私人體器官，結果引發父親哲雄策畫出殺人事件的開端，瑞穗在不知父親哲雄持刀自盡後，接受前者的腎臟移植順利康復，正式成為五木陽介的養女。
在《金田一37歲事件簿》得知，已年滿30歲並已經結婚生子。

## 朋友相關者

### 金田一相關者
楊小龍（Yang Xiaolong）
配音：植村喜八郎（日本）；梁興昌【ANIMAX版】（台灣）
演員：陳子強（第1代）
- 登場案件：《上海魚人傳說殺人事件》、《金田一少年敢死之行》、《殺戮的深藍》

18歲，上海人，楊式雜技團的團員，後來成為團長，最擅長的武術為醉拳。個性嚴謹同時討厭日本人，因而和阿一初次見面時雙方經常有爭執發生，和玲香的相處意外的相當不錯。後來於《金田一少年敢死之行》登場時成為演員，後來在被中國警方認定他是嫌疑犯，為洗刷罪嫌而和阿一一同逃跑，兩人也在逃跑途中產生友誼，事件落幕後和阿一成為筆友並在之後在其他事件中數次登場。
太刀川都（Tachikawa Miyako）
- 登場案件：《雪影村殺人事件》

配音：坂本千夏（日本）；林美秀【ANIMAX版】（台灣）
演員：山下莉緒（第4代）
17歲，阿一的其中一名舊友，秋田縣雪影高中二年級生。由於其家族和阿一的家族係世交，所以在阿一駐留雪影村的期間便和對方十分投合。患有深度近視，立志成為推理小說作家，對阿一頗有好感但怯於表白，在事件尾聲和其他舊友送別阿一時忍不住流淚。
綠川繭（Midorikawa Mayu）
- 登場案件：《食人研究所殺人事件》

17歲，為阿一和美雪的中學同學，亦是研究所教授綠川研堂的獨生女兒和仁久井村實驗所的現任副所長中神深治的青梅竹馬，是位十幾歲便跨級取得大學學位被譽為天才的少女。
當父親過世後就接替其成為研究所的所長，因為對父親的死因懷有疑問透過暗地調查發現自己的父親實為被昔日的學生給謀害，對父親昔日的學生所做的行為相當的無法原諒，於是在自己的部落格擬定殺人計畫，卻在害死父親的仇人抵達研究所時無法對他們痛下殺手，反而讓見過部落格上復仇計劃的中神深治決議為她父親復仇，聽到中神代替她手刃仇人的舉動感到震驚與難過讓中神去安慰她。事後在阿一協助下解開父親生前遺留的暗號，繭認為自己從前都是依靠著中神，於是決定打算在往後換她來支持對方令阿一和美雪露出欣慰的微笑。在阿一和美雪離去前繭將含有告白暗語的中學時期座位表交給阿一。

### 劍持相關者
李波兒（Lee Bo Yee）
香港刑警，初登場時在上海擔任過公安，與劍持勇是朋友關係。

### 明智相關者
派翠西亞·歐布萊恩（Patricia O'Brien）
明智警視在洛杉磯警察時期的同事刑警。
小林龍太郎（Kobayashi Ryūtarō）
警視廳刑警，明智的下屬，拜明智為自己的恩師。

### 高遠相關者
幽月來夢（Yuzuki Raimu）
配音：松谷彼哉（日本）；穆宣名【ANIMAX版】（台灣）
- 登場案件：《露西亞人偶殺人事件》

32歲，為曾經提供資金協助高遠的女性插畫師，擅長中提琴。多年前因為歷經一場火災導致右臉留下嚴重的燒傷，為掩蓋傷痕而養成蓄長髮遮蓋傷痕的習慣。其後為著名作家山之內衡聖的小說製作插畫的期間，因為發現其作品的謎團細節出於興奮而將線索留在自己繪製的插畫裡從而招致山之內的恨意。因為弟弟急需龐大的醫藥費受邀參加依照山之內遺囑舉辦的遺產爭奪推理賽，最後於事件中不幸身亡。
姬野優未（Himeno Yuumi）
- 登場案件：《高遠少年之事件簿》、《學生明智健悟之事件簿》

秀央高中學校的音樂科教師。

### 五木相關者
最上葉月（Mogami Hazuki）
配音：岡村明美（日本）；林美秀【ANIMAX版】（台灣）
- 登場案件：《天草財寶傳說殺人事件》

30歲，考古學副教授。曾是五木陽介的前女友，因為小事情而爭吵因此分手，在參加天草財寶尋寶旅行時考慮跟五木重修舊好，可惜因故在事件中身亡。而且葉月是原為尋寶大王和破產的藏元集團的主席藏元醍醐的女兒，但自小受父親的安排下寄養於他家。對身世毫不知情也不知道自己有個兄弟姐妹(中田絹代、赤門秀明、和田明繪、赤峰藤子)的同時有外甥女和田朋美(明繪的女兒)。

### 其他相關者
黑澤和馬（Kurosawa Kazuma）
日本配音：山本圭（劇場版）；笹岡繁藏（電視版）
台灣配音：林谷珍（劇場版）；陳進益【衛視版】／曹冀魯【ANIMAX版】（電視版）
演員：夏八木勲（第1代）
- 登場案件：《歌劇院殺人事件》、《新歌劇院殺人事件》

年齡不明，「幻想」劇團的團長亦是歌劇院館館主也是歌劇院系列的核心人物。黑澤美歌和霧生銳志（指的是私生子）的父親，曾和繼任歌劇院館主響靜歌為戀人關係。
原本女兒美歌和劇團演員能條光三郎訂有婚約卻被劇團演員給設局性侵（劇場版被設定為在舞台上出醜）因此在歌劇院的舞台服毒並持刀自盡，讓能條帶為了替美歌復仇殺害迫害她的劇團成員。起初將美歌葬於歌劇院的山丘墳地，但在透過能條的敘述得知美歌當年自盡的真相後遂將移葬至青山的墓園，同時獲悉能條為了替美歌展開復仇而犯下殺人罪行時對他的才華與際遇感到很惋惜，為了讓能條出獄後有表現的空間同時也實踐美歌生前「希望自己能感動更多人」的遺願，特地將歌劇院轉手讓出給過去的戀人響靜歌並運用得來的資金成立新劇團「遊民蜂起」。之後在《歌劇院最終殺人事件》的開頭因駕車過快而墜海身亡。後來靜歌的兒子霧生於成年後加入「遊民蜂起」劇團跟新銳女演員湖月玲央奈相戀，後來霧生因堅持揭發劇團演員當年引起火災謀害其他新生演員的行為，被劇團演員獨自放置於樹海裡迷失方向而在樹海中遇難（動畫版則是被城龍也推入海中），玲央奈發現真相時為了復仇並且在《歌劇院最終殺人事件》陪同團員到歌劇院排演戲劇的時候逐一殺害當年涉案的演員們，並且在事後放火燒毀歌劇院館，動畫版中則省略靜歌提及和霧生的母子關係。
於漫畫原著《歌劇院最終殺人事件》揭露其係從神秘事件採訪記者白神海人的家族手中購得歌劇院館。二十年後於《金田一37歲事件簿》的《歌島度假村》被重建為歌島度假村由冬木榮介擔任歌島度假村經理。
結城英作（Yuuki Eisaku）
- 登場案件：《歌劇院殺人事件》、《塔羅山莊殺人事件》

42歲，橫濱出身的外科醫生。42歲，擁有塔羅牌的豐富知識和自己具備餐具（手術刀和手術鉗）的習慣。在眾人留駐歌島和發生命案期間，負責擔任臨時驗屍官的身分協助阿一來辦案。後來在《塔羅山莊殺人事件》以訪客的身份再度偶到進駐速水鈴香養父速水雄一郎所經營的塔羅山莊的阿一和美雪，然後協助阿一來解謎。

## 犯罪者
該章節紀錄主要犯罪者或與主要人物有著重要關係的犯罪者。
高遠遙一
通稱「地獄傀儡師」的犯罪者。
怪盜紳士（Kaito Shinshi）
日本配音：百百麻子（電視動畫）；吉田小南美（CD有聲書）
台灣配音：鄭仁君【衛視版】／鄭仁麗→林美秀【ANIMAX版】（無印系列）；林美秀【ANIMAX版】／邱佩轝【台視版】（R系列）
香港配音：黃玉娟【TVB版】（無印系列）；楊婉潼（R系列）
演員：兒島未散（第1代）
- 登場案件：《怪盜紳士的殺人》、《怪盜紳士的挑戰書》、《惡魔病院殺人事件》、《鍊金術殺人事件》以及《怪盜紳士的致敬》
- 事件後：逃走中

神秘的女性，姓名、年齡，甚至是真實面孔皆是不明。只堅守「只盜取藝術品而絕不殺人」的怪盜亞森·羅蘋式原則，不過她盜走的藝術品會連同藝術品中的「主題」真實物品跟著一起取走，例如：取走一幅樹木的畫作，會將原樹木亂修剪；取走一幅動物的畫作，會將原動物的毛髮剪亂等，具有個人獨特且創意的作法，一般認為是幽默而個性相當好的美人。曾多次變裝出現在阿一的面前，並曾偷去阿一偵探事務所的第一份獎金。似乎有点喜欢阿一，但对于阿一来说她更像是大姐姐一样很讨人喜欢。
《怪盜紳士的殺人》中初登場，因被他人冒用怪盜紳士的名義並誣陷為本案的殺人兇手的關係，而借用美術雜誌記者醍醐真紀的容貌與身份出現。
《怪盗绅士的挑战书》，易容成远藤偷到画却被阿一追上並且逮捕，卻被装成警察的同伙救走。事后易容成可爱的女服务生把阿一的侦探费给扒走將其气个半死。
《金田一少年敢死之行》，則易容成出租车司机並且给阿一500日元（暑假里阿一要到高远设下案件的地方去旅行，但是没钱就让朋友们捐赠）。
《鍊金術殺人事件》，偽裝成高中生一色理科子參加尋寶活動並一直未被阿一識破並且成功奪取他的尋寶獎品。
30週年紀念的短篇《怪盜紳士的致敬》中，偽裝成速水玲香盜走強克西的系列畫作，之後對於盜來的其中一幅畫作「徬徨的關西人」以不符合自己的美學品味，要求手下將其退還給美術館。
「怪盜紳士」和「地獄傀儡師」高遠是阿一難以當場捉捕的犯罪者，也是多次登場的犯罪人物，但與「地獄傀儡師」不同的是——「怪盜紳士」從未參與有關殺人的任何犯罪，此外雖然也常把阿一一行人玩弄在手掌心中，但個性與前者相較下要良善許多且相較於進入過看守所的高遠，「怪盜紳士」是目前唯一一個在本作未被警方抓到的犯罪份子。
醍醐真紀（Daigo Maki）
配音：百百麻子（日本）；鄭仁君【衛視版】／鄭仁麗【ANIMAX版】（台灣）；黃玉娟【TVB版】（香港）
怪盜紳士的假冒使用身份，於《怪盜紳士的殺人》中出現。
遠藤周介（Endou Shuusuke）
配音：宮本充（日本）；李培松【ANIMAX版】（台灣）
怪盜紳士的假冒虛構身份，於《怪盜紳士的挑戰書》中出現。
一色理科子（Isshiki Rikako）
配音：百百麻子（名義：九十九絹子）（日本）；【ANIMAX版】／邱佩轝【台視版】（台灣）
怪盜紳士的假冒使用身份，於《鍊金術殺人事件》中出現。
遠野英治（Touno Eishi）
配音：中原茂（日本）；待查詢【衛視版】／劉傑【ANIMAX版】（台灣）
演員：大澤健（第1代）
- 代號：「傑森」
- 登場案件：《悲戀湖傳說殺人事件》
- 殺人數：（原作）4人(倉田壯一、香山三郎、橘川茂、小林星二)／（電視劇）3人(扣除倉田壯一)
- 殺人未遂：2人（七賴美雪、甲田征作）
- 事件後：疑似自爆身亡，但又以深山日影的身分出現。（電視劇版為自爆身亡）

私立不動高校3年級學生。在《悲戀湖傳說殺人事件》中初登場。
遠野和他的青梅竹馬兼戀人小泉螢子在孤兒院長大。他們在十年前被不同的家庭分別收養下還是會時常見面，可是遠野與螢子分別在他們的養父母家中是以公子與女傭的身分下成長，加上面臨養父母不允許交往的情況下，讓遠野認為他與螢子跟一對在悲戀湖傳說中無法相戀轉而選擇自盡的情侶很相似，即使他們無法長相思守但能夠互相安慰對方就能感到滿意。
三年前遠野為了使螢子能夠打起精神於是安排他們參加豪華客輪「東方號」活動的行程，原本他打算要讓螢子跟自己參加這趟活動做為送給她的安慰禮，但是他在自己的養父母發現這件事時只能讓螢子單獨前行，可是螢子在搭乘客輪東方號不久卻被捲入沈船事故中不幸命喪於海中，遠野在得知螢子在「東方號」沉沒事故中成為罹難者的消息時感到悲痛萬分，他從生還者的口中得知螢子生前在事故中被落難者給拒絕施救的經過，起初遠野發現螢子在遇難前從拒絕施救者的身上扯下的印有名字縮寫「S・K」的鑰匙圈名牌試圖請求警方找尋當時的施救者的下落，可是卻被警方不理會加上法律以「緊急避難」的法律規定讓對方免於受到處分的緣故，促使他決定找出與殺掉當時在船上姓名縮寫為「S・K」並且殺害螢子的乘客足以證明自己的「正義」勝過「緊急避難」的法律規定的契機。後來遠野查出九位姓名縮寫為「S・K」、也有搭乘東方號的乘客並以設定在悲戀湖的休閒中心時向他的養父提議辦悲戀湖度假村的活動，而自己再加入這場活動時展開復仇計畫。
之後遠野在準備好悲戀湖度假村的活動之機邀請當時跟「東方號」事故的相關人員參加此活動，然後設局在收音機廣播出越獄犯「傑森」刀丸猛人越獄的消息成功將眾人困在悲戀湖，並且在暗中逐個殺害參加活動的客人倉田壯一、香山三郎、橘川茂（美雪的表哥，因為準備大學考試而讓阿一和美雪代為前去後被叫出來遭到遇害，還被兇手給毀掉容貌並偽裝成自己）、小林星二（因為他似乎發現自己在收音機中設下騙局的手法）並以拿斧頭毀容的方式讓大眾誤以為是「傑森」猛人的犯案手法。最後被阿一發現自己的名字縮寫與共通的其他人不同、自己在收音機中設下騙局的手法中而揭穿真相。
在遠野說他的犯案動機是為了替螢子報仇的真相後，身為醫生的客人甲田征作立即表達出自己正是搭過「東方號」的乘客卻讓螢子不幸遇難的施救者，也說出自己在沈船事故中想救螢子卻因為救生船載滿人數加上可能會翻船的緣故時不得不拒絕救人的情況，他在聽到螢子不幸罹難的消息時深感自責決定在偏遠地方行醫做為贖罪方式。儘管阿一和五木斥責遠野為了替螢子所做的復仇行徑，但是遠野打算要殺害甲田。當容貌和螢子長得相似的美雪出現在眾人的面前並且勸阻遠野時，遠野誤把美雪看成螢子而產生動搖並且使用摩托艇逃離現場，卻因為摩托艇在途中突然爆炸下沉入湖底失蹤。由於遺體並未找到令警方斷定為意外為終。事發後悲戀湖度假村的開發公司也因為資金調度困難再加上發生此案而擱置計劃。
案發後五木在調查後發現真正的越獄犯猛人早在兩年前被處刑的同時也查出遠野和螢子其實是親生兄妹的真相，之後他把這些事告訴阿一和美雪，這就足以證明在遠野在自白案情時提到「我和螢子的愛是無法結合的」的原因。
深山日影（Miyama Hikage）
配音：鈴木琢磨（日本）；符爽【衛視版】／劉傑【ANIMAX版】（台灣）；盧志傑【TVB版本】（香港）
- 登場案件：《黑死蝶殺人事件》

在《悲戀湖傳說殺人事件》半年再過後，五木在雜誌中發現在金澤有個酷似遠野容貌的男人。因此邀阿一和美雪跟自己前往一探究竟與確認，在那裡發生「黑死蝶殺人事件」。阿一質問那個和遠野酷似的人・深山日影的真實身份，深山告知阿一他在某日被過路的人發現身負燒傷而倒在地上，醒來發現喪失過去一切記憶。由於其背上的傷痕形狀和蝴蝶很相似，因此被蝴蝶研究家斑目紫紋所中意。斑目替他改名為深山日影並讓他在身邊當助手。曾一度因被懷疑是「黑死蝶殺人事件」的兇手而被捕，在真兇判明之後獲釋。案件結束後和斑目的長女斑目揚羽結婚。對於深山的真實身份是否遠野一事，阿一最終放棄懷疑（原作者對於深山是否遠野也沒有明確說明，但在官方的37歲設定書中以失去記憶的遠野，現在以深山的身份展開全新的人生來回答觀眾一直以來的疑問。）並向他送上純粹的祝福。
小城拓也（Takuya Kojo）
配音：宮本充／高橋廣樹〈少年〉（日本）；符爽【衛視版】／蔣鐵城【ANIMAX版】（台灣）；陳振安【TVB版本】（香港）
演員：澤向要士
- 代號：「神秘的威脅者」
- 登場案件：《塔羅山莊殺人事件》
- 殺人數：1人（速水雄一郎）
- 教唆殺人：1人（赤間光彥）
- 殺人未遂：1人（金田一一）
- 事件後：雪崩事故死

速水玲香的經紀人，其實是玲香的親生兄長，年齡23歲。
十五年前和妹妹小城梓一同被綁架，父親在兩人面前被勒死。之後小城得救，但妹妹小梓卻被擄走不知去向。因此事而導致小城喪失了8歲以前的記憶，並被親戚收養。自小成績優越的他入讀東大法學系，並獲得優異的成績。卻因父親在自己面前被勒死的潛意識陰影令他無法繫上領帶，使得他不能通過政府部門或大公司的面試，只能進入能自由穿著的藝人公司工作，並擔任偶像歌手速水玲香的經紀人。之後在玲香的父親雄一郎所經營的山莊中，小城認出了速水雄一郎就是當年殺死父親綁架妹妹的罪犯，同時得知玲香就是自己失散多年的妹妹小梓。於是小城決定向速水報復，在目擊速水將得知綁架案真相的記者伊丹吾郎殺死後，要挾他將企圖污辱（動畫改成威脅）玲香的藝人公司社長赤間光彥殺死。最終將速水勒死，將罪名推到他身上。
然而阿一逐步逼近真相，小城於是將阿一打暈並將他丟在暴風雪中的風車山上（電視劇版因為是夏季於是丟到河裡），然而阿一憑自己力量生還，並在風車山上想出了破案的關鍵（塔羅牌的擺放位置），最終揭發了小城（在場的眾人只有他不知「倒吊者」的正確擺法）。
被揭發的小城將一切說出，得知真相的玲香一時接受不了跑出屋外，不料遇上雪崩。小城為救玲香被雪崩捲走生死不明。（在電視劇中小城自殺跳崖的時候被阿一抓住，但最終小城掙脫了阿一的手而墜崖身亡。）在外傳《犯人們的事件簿》中確認已死亡。
在「速水玲香誘拐殺人事件」中暗示了速水玲香的生母或許是女明星三田村圭子，但實際上沒有明確表示小城和玲香是同母兄妹及小城的生母是三田村圭子。
速水雄一郎（Yuuichiro Hayami）
配音：大場真人（日本）；葉三陽【衛視版】／曹冀魯【ANIMAX版】（台灣）；黃健強【TVB版本】（香港）
演員：長谷川初範
- 登場案件：《塔羅山莊殺人事件》
- 殺人數：3人（小城拓也和小城梓的親生父親、伊丹吾郎、赤間光彥）
- 事件後：被小城拓也給勒死

塔羅山莊的主人，速水玲香（小城梓）的養父。十五年前犯下綁架小城拓也和小城梓的罪行，當著兄妹倆的面前勒殺他們的父親（此事亦讓拓也和梓留下創傷後壓力症候群，害怕在頸部配戴飾品和繫上圍巾領帶之類的物件），事後雄一郎帶走小梓並收養後者，將其更名為玲香，開設塔羅山莊維持生計。直至阿一和美雪受邀前來塔羅山莊，雄一郎和當年目擊綁架事件的記者伊丹吾郎狹路相逢，因為伊丹提出和玲香發生性關係的要求和索討高額封口費，為了不讓伊丹揭發真相和保護玲香而將其滅口，被撞見其殺人的拓也作為把柄，遭其脅迫將企圖污辱（動畫改成威脅）玲香的藝人公司社長赤間光彥殺死。最後自己仍逃不過拓也的清算遭其用繩索勒死懸吊在個人的房間中。
案發後，阿一和玲香在前往遊樂園遊玩的期間，再次提及雄一郎，玲香表示自己曾夢見自己成為被大野狼擄走的小紅帽，發現野狼的腿部受傷並親自安撫對方，以此比喻當初雄一郎曾在當年的綁架事件令腿部受傷的細節，以及往後和玲香相依為命的關係。
據該案裡遇害的記者伊丹吾郎生前遺言所述，二十年前有十名男女在殘雪山遇難時為爭奪食物互相殘殺，唯一的倖存者不知去向；六年前亦發生警方為追捕銀行強盜而誤傷中學生的事件，揭露速水是這兩起案件的當事者。
和泉櫻（Sakura Izumi）
配音：皆口裕子（日本）；謝佼娟【衛視版】／林美秀【ANIMAX版】（台灣）
演員：遠藤久美子
- 代號：「另一個怪盜紳士」
- 登場案件：《怪盜紳士的殺人》
- 殺人數：（原作）2人（蒲生剛三、海津里美）／（電視劇）3人（蒲生剛三、海津里美、鷲尾啟吾）
- 事件後：刺胸自殺

本姓「和泉」、進入蒲生家後改姓「蒲生」。事件發生前一個月仍是阿一的同班同學，年齡17歲。
父親和泉宣彦是個才華橫溢的畫家。在小櫻5歲的時候被江郎才盡的畫家蒲生剛三軟禁並作為他的影子畫家替他畫畫，小櫻則和母親相依為命直至母親過勞逝世為止。之後和泉宣彦因反抗蒲生而被蒲生用藥物變成廢人並送往沖繩縣的離島「波照間島」的醫院。小櫻在那家醫院和父親重逢，但和泉已病入膏肓在完成「我的愛女肖像」、恢復對女兒的記憶後去世。
得知父親的死是由於蒲生和他的私人醫生海津里美所為的小櫻決定復仇。她將「我的愛女肖像」以蒲生未發表的作品之名寄去國際繪畫展，然後以蒲生剛三失散的女兒之名進入蒲生家。再者她以怪盜紳士之名向蒲生寄送預告函，藉此引誘真正的怪盜紳士前來。之後她先後將海津和蒲生殺害，並將罪行嫁禍給怪盜紳士（為了讓罪行看起來是怪盜紳士所為，她仿照怪盜紳士的做派將畫藏起來，然後破壞畫中景物。殺害二人時則分別藏起了以他們兩人為題的畫）。在電視版中為了渲染這個犯罪比擬，更增添了她將畫廊社長鷲尾的肖像給盜走，將他給殺害後並將他的臉部挖走的殘酷罪行。後來小櫻被阿一揭破犯人身份坦白一切後用刀刺向胸口自殺，向阿一表白心意後死去。阿一亦為小櫻的逝世流下淚水。在此事件後以蒲生名義發表的畫全都被認作是和泉宣彥的作品。
小櫻從以前開始就對阿一有些微的好感，在剛轉到不動高中時因為遭受欺凌而被阿一所救，自此之後就暗戀上阿一。之後在蒲生家再會的時候一改以前的土氣打扮，搖身一變成為大美女。電視劇版中連真壁都對她產生好感，在小櫻死前真壁和阿一一起將她帶到了薰衣草田那裡去。當小櫻死後，蒲生家的管家小宮山吾郎說出他以前曾拋棄懷孕中的妻子銷聲匿跡，妻子在生下女兒後去世，而女兒則不知被誰收養。小宮山的妻子的左胸也跟小櫻一樣有著蝴蝶形的痣。暗示著小宮山可能是小櫻真正的親生父親。
高森益美（Masumi Takamori）
配音：西村千奈美（日本）；謝佼娟【衛視版】／林美秀【ANIMAX版】（台灣）；陳凱婷【TVB版本】（香港）
演員：吹石一惠
- 登場案件：《佛蘭西銀幣殺人事件》
- 殺人數：2人（六條光彥、犬飼要介（被脅迫而協助下毒））
- 殺人未遂：2人（廣志，君澤由里惠）
- 事件後：逮捕

僅於《佛蘭西銀幣殺人事件》短暫登場，阿一和美雪的小學同學。 母親於小學四年級時離家出走讓她留在家暴的父親中，升學後更一度成為不良少女（含濫用藥物、賣淫、盜竊等罪行），後來和不良時期的男友廣志分手，因緣際會進入君澤由里惠的時裝公司，成為公司的模特兒，認識際遇相似的鳥丸奈緒子。
後來奈緒子利用廣志以益美的過去要脅她，導致益美為反抗試圖非禮她的廣志而重傷對方，更被奈緒子教唆接連犯下殺人案件，還差點誤殺收容她的君澤。案件落幕後，益美透過明智警視的通融和劍持的接送，陪同阿一和美雪參加小學同學會（動畫版改成向警方投案前在小學同學的面前踏上伸展台）。與此同時教唆益美犯案的奈緒子，也在被揭發犯人身分和被告知君澤暗地支持她獨立門戶的隱情後向警方投案。
千家貴司（Senke Takashi）
配音：菊池正美（日本）；李培松【ANIMAX版】（台灣）
演員：山田優（千堂恭子）（第2代）
- 代號：「地獄的看守門犬刻耳柏洛斯」
- 登場案件：《絞首之學院殺人事件》、《魔犬森林殺人事件》
- 殺人數：3人（萬屋透、參道麻衣、渡邊鐘）
- 殺人未遂：1人（百田梅男）
- 事件後：逮捕、少年院服役

不動高中二年級。年齡17歲，是阿一的小學同學。初登場於《絞首之學院殺人事件》中，而在短篇集中《是誰殺了女神》也有登場（動畫版劇情則被刪除）。千家是阿一最不想承認是兇手的人，對於千家的突變令他為此比任何人感到很痛心與自責不已。
電視劇版則將其名跟性別進行修改，變成女性的千堂恭子。
在《魔犬森林殺人事件》中，千家跟身為馴犬師的戀人水澤利緒產生熱戀，他在聽到利緒只剩下半年的生命的實情時想陪伴她到最後，可是利緒不知為何突然逝世令千家感到很悲痛不已，當他在聽到醫學系的學生萬屋透、參道麻衣、渡邊鐘和百田梅男的對話中得知他們擅自用非法的人體實驗讓利緒因病迅速惡化而逝世還打算藉以她不久於人世的是藉此避開警方的調查，讓千家感到悲憤之際決定替利緒展開報仇計畫。千家知曉萬屋一行人將會在成為廢墟的研究所里進行集訓，於是他利用利緒所訓練的狗群將萬屋一行人給逐個殺害並且在案發現場留下類似地獄的看門犬刻耳柏洛斯的獸爪痕跡，在犯案手法被阿一給破解下想謀殺百田，但在狗群全體坐下表示勸阻與阿一的勸說下感應到利緒的身影才放下仇恨，並在被警方逮捕時道別時對阿一說出「謝謝你」的話在少年院服役贖罪。事件後做為案件的倖存者百田向警察自首並且公開非法實驗的行為，因此萬屋的父親所經營的醫院很快的面臨聲譽威信掃地的情況時處於事業崩毀的情況。連同身為萬屋的父親兼醫院院長、参道、渡邊和百田的雙親也為他們未能嚴懲萬屋一行人的事受到大眾的譴責、社會上的制裁跟口誅筆伐。
根據官方設定集，當初千家被揭露為本案兇手時，收到許多讀者寄來的投訴。
井澤研太郎（Izawa Kentarou）
配音：內山昂輝（日本）
- 登場案件：《邪宗館殺人事件》、《黑魔術殺人事件》
- 殺人數：3人（火祀青龍、火祀曉/間田曉、火祀九曜/丸山九曜）
- 殺人未遂：1人（火祀星子/花木星子）
- 事件後：逮捕

阿一的舊友，現為電腦程式開發員。為井澤研堂之子。十年前與家人至某家滑雪場的餐廳遊玩，在餐廳商討住宅資金事宜的時候，為經濟窘況所逼的火祀青龍、間田曉、丸山九曜、花木星子碰巧聽到井澤家的對話而心生歪念，綁架並運用三氯甲烷迷昏井澤家藉此奪取三千萬元日幣的金額，將其棄置車上後便自行逃離現場，導致井澤家三口因為遇上大雪造成的排氣逆流窒息身亡。火祀等人為了掩蓋當年的罪行招集曉、九曜、星子並正式收養三人為養子女，還把四人宣示保密的犯案內容記錄在電腦裡。研太郎卻因為此事成為孤兒被輕井澤的邪宗館主繪馬龍之介收養成人，直至《邪宗館殺人事件》裡同樣被繪馬收養的同伴常葉琉璃子殺害繪馬和同伴之一的荒木比呂，研太郎著手獨立經營資訊公司，並於偶然的契機發現火祀等人存在電腦裡的犯案資料，在好友金田一的宿敵「地獄傀儡師」高遠遙一的暗中幫忙下決意替家人展開復仇的計畫。
研太郎藉著接近火祀等人展開復仇計畫接連殺害火祀、曉、九曜，但因為被阿一發現其在星子的茶杯下毒卻未能毒殺對方。真相大白後，研太郎轉而持刀欲刺殺星子，卻不慎刺傷前來保護星子的阿一而深感懊悔被警方帶回警局收押。事後傷勢初癒的阿一親自到收容所探望研太郎；事件後唯一存活的星子則在案後對劍持全盤托出十年前幾人犯案的經過。
神小路陸（Kamikouji Riku）
配音：櫻井孝宏（日本）；林正騏【ANIMAX版】（台灣）
- 登場案件：《狐火漂流殺人事件》
- 殺人數：3人（月江茉莉香、霧谷凜、乾光太郎）
- 事件後：逮捕

阿一小學時期的舊友，高中生。家境不甚富裕，小學時期和阿一、月江茉莉香、乾光太郎、霧谷凜、鐘本明、桃瀨心平、緋森美咲、梨村亮、蟬澤忍在參與童軍活動結果失蹤兩天，導致阿一的母親差點報警尋人。這段期間明發現光太郎想與茉莉香交換手機號碼，結果不慎被蛇咬傷獲得阿一解危，為了帶明向外界求醫，除了陸以外的成員們提供自己的鞋帶與蒐集寶特瓶製成臨時求救船筏，阿一、陸、明乘上臨時求救船筏暫時離開，三者離場期間心平因為茉莉香與光太郎說陸的壞話險些大打出手，凜則為了迴避準備強吻她的忍逃進森林而遭遇虎頭蜂，雖然凜經由心平引導避開虎頭蜂，但是光太郎特地用寶特瓶製作補蜂陷阱，茉莉香甚至將捕蜂陷阱裡的虎頭蜂放進陸的水壺，導致一行人各自返家後，陸的母親整理物件時不慎被飛出的虎頭蜂螫傷，引發過敏反應死亡，連陸的父親也和他產生隔閡開始酗酒，最終在肝硬化病逝前指責陸是害死母親的兇手。茉莉香和凜則因為各自的父母結婚而成為再組家庭的姊妹。
獲悉真相的陸仰賴雙親的身故保險金過活，在事發的兩個月前抵達白狐村並在當地神社再遇茉莉香，結果在論及當年的事故與陸的母親逝世時發生衝突，茉莉香出於氣憤說出當年的真相，遭憤怒的陸持刀刺殺，陸假借茉莉香喪事寄送通知邀請昔日的夥伴會合，接著謀殺凜和光太郎。阿一揭發真相和勸說陸投案後，茉莉香的父親（凜的繼父）道出茉莉香其實是想為當年陸的母親過世的事件向他致歉，令陸陷入懊悔情緒之中，最終陸向警方自首，阿一則在搭車返家程中憶起事件的來龍去脈忍不住落淚。
月讀吉賽兒（Tsukuyomi Giselle）
配音：澤城美雪（日本）；林美秀【ANIMAX版】／郭景文【台視版】（台灣）；黃紫嫻（香港）
演員：藤井美菜（第4代）
- 代號：「薔薇十字（Rosenkreuz）」
- 登場案件：《薔薇十字館殺人事件》
- 殺人數：（原作）4人／（電視劇）3人（扣掉小金井睦）
- 殺人未遂：1人（冬野八重姬）
- 事件後：逮捕
- 職業：不詳（自稱“詠花的歌者”，以“月讀 吉賽兒”的名義出版詩歌集）

自詡為詠花的歌者，實為獨立詩人，是唯一一位可以栽培培植出天然的藍色薔薇的薔薇培植師美咲蓮花的女兒，亦是高遠遙一同父異母的妹妹，20歲。善於吟詩頌歌，背後有著紅色的十字傷疤。本名美咲 吉賽兒。
兩年前吉賽兒的母親美咲蓮花為了參加薔薇大酒店舉辦的世界薔薇展，和吉賽兒帶著自己培育的薔薇進駐該間酒店。當時同樣於該酒店下榻，當時因為事業與人際皆遇到瓶頸的保鮮花藝師冬野八重姬，在展覽會場見到藍色薔薇而深受感動，卻被覬覦著藍薔薇的連鎖花店的社長皇翔、生物科技公司的社長祭澤一心、薔薇花園經營者小金井睦、織品師禪田美琉久給威脅之下，準備偷走置於玻璃櫃的藍色薔薇。但是犯案過程中小金井不慎打破裝著白蘭地的酒瓶潑灑到藍色薔薇，皇翔等人決定用旁邊的煙灰縱火湮滅證據，豈料火勢一發不可收拾讓前來勘查的蓮花也被皇翔等人給襲擊並棄置於火場。蓮花為了不讓吉賽兒被皇翔等人給發現，隔著門板要吉賽兒趕快逃離現場，吉賽爾雖然在他人的協助下成功逃生，但仍在背後留下十字型的燒傷烙印；蓮花則未能及時逃出火場命喪於火災。由於冬野等人的姓名都巧合地包含一種薔薇在內，因此美咲在死前拼盡最後的力量，於酒店展示室裡收集五朵代表他們的薔薇並緊緊的抱在懷中藉以留下訊息給其他人。然而吉賽兒得知消防人員在找到母親美咲的遺骸後得知母親遺留訊息的事，並留意到五朵薔薇裡只剩下一朵能夠辨認出是「皇翔」這種薔薇。吉賽兒認定皇是謀害母親的罪人之一並開始密謀向五人展開復仇。之後更被蓮花的遠親收養將原本的姓氏「美咲」換成遠親的姓氏「月讀」藉著出版詩集賺取資金自立。
吉賽兒以出售父親留給異母兄的公館薔薇十字館為餌，引誘皇翔前來商談房屋的出售事宜，卻於揭穿對方罪行的期間不慎讓皇翔逃走時從樓梯摔落身亡，當她驚慌地逃出公館的時候，意外發現於公園附近喬裝表演魔術的高遠遙一，手裡持有父親僅留給母親和異母兄的稀有透明薔薇「蜉蝣」，因而發現高遠遙一係其同父異母兄的身份也得知他是連環殺人犯讓她鼓起勇氣進行報仇計畫，遂藉著過濾火災倖存者的名單找出名字裡含有薔薇種類的當事人，委託曾於薔薇大酒店擔任經理的毛利禦門擔任薔薇十字館的接待人邀請經歷過火災的生物老師白樹紅音、攝影師佐久羅京(白樹因為父母離異的親生哥哥)、被其視為目標的高遠與皇翔等人抵達薔薇十字館，接連殺害當年害死母親的當事人，還意圖將殺人的罪行嫁禍給陪同阿一和美雪的親生哥哥高遠遙一，在準備對八重姬痛下殺手的時候，被親生哥哥高遠遙一出面制止然後阿一更當著眾人的面前揭曉她的犯案經過。
事蹟被金田一和高遠揭發後後，八重姬向所有人道出兩年前發生在薔薇酒店的火災真相，並且對於自己和皇翔等人引發火災將蓮花留在火場造成她與其他住進該間酒店的許多客人不幸喪身的事情深感懊悔（事後向警方自首，然後坦白一切）。毛利亦於此時坦承自己明知薔薇大酒店的消防設備有缺失，卻礙於開業活動無法延期而疏於維修從而釀成火災的過錯。當吉賽兒公開她的犯案動機後欲開啟藏於胸前的炸彈遙控器炸毀公館之際，高遠遙一及時用預藏的利刃破壞遙控器令吉賽兒受到驚嚇而暈倒在地，讓館裡的眾人因而順利地逃過一劫。至於高遠說他案發後的確遵守諾言去自首可是卻過幾星期最後還是越獄。（高遠只說過他會自首，卻沒有說過不會越獄）
御堂力也（Midou Rikya）
- 代號：「殺人二十面相」
- 登場案件：《殺人二十面相》
- 殺人數：5人（葉狩京士郎、島咲蘭、船橋良介、赤峰志堂（事件後）、億野冴月（本人，事件前））
- 殺人未遂：1人（金田一一）
- 事件後：逃走中

知名空間設計師「亞良木豪」，同時為十年前被警察瓦解的邪教「全景王國」的教主御堂光河之子。
為了擺脫不光彩的過去一切重新生活，整容及改名為藤堂誠也，並以美髮師過著生活，直到收到線報的雜誌記者赤峰志堂探訪後，為了避免被發現真實身份，再次整容改名並當起私人健身教練，但被求愛不成的島咲蘭反以其過去真實身份威脅，為了躲避對方的騷擾加上因自己過於俊美的緣故，這次的整容改換成女性的容貌，並以室內設計師水樹玲奈的身份活動，但還是被為了挖掘出獨家新聞不擇手段的葉狩京士郎發現自己的男兒身，甚至差點連自己那不光彩的過去也被挖掘出來，只能選擇躲到國外避禍，後來避免因自己容貌再次引起不必要的麻煩，改選擇以面貌較為平凡的億野冴月作為自己整容的對象並再次化名為蒙面設計師 - 亞良木豪回國繼續活動，本應該如此過著全新的生活，但一次工作的失誤使得脫下面罩的他撞見億野冴月本人，一度以忽悠的方式騙過對方，直到對方發現自己真面目加上對自己的痛罵之下，失去理智的他怒而殺害億野冴月，因此也讓他選擇對導致他如今狀況的赤峰、島咲、葉狩三人進行復仇，之後以邀請三人參觀怪人二十面相展覽的方式並在其中設下陷阱來逐一殺害，雖然先後殺害了葉狩京士郎、島咲蘭，也將意外發現自己設置的機關的船橋良介殺害，但在殺害赤峰志堂時卻不斷被阿一阻礙，因而打算殺害阻礙他完成計劃的阿一，但也讓阿一因此發現他的殺人手法，在阿一的推理下承認自己的身份，但也用了展覽內的機關幫自己逃脫，在事件的幾天後，他悄然地在萬聖節慶典上將存活的赤峰志堂以利刃從背後刺殺身亡。

### 地獄十二神
《金田一37歲之事件簿》中登場，以高遠為主要核心的十二名犯罪者並以奧林帕斯十二神的名稱為其犯罪者的代號（除了高遠外，其他十一個人都是他親自挑選的），而他們大本營為「神殿」。目前金田一已與六名成員對決過，並確認其中五人的真實身份。
宙斯
奧林帕斯十二神中的主神，真實身份為天才犯罪者「高遠遙一」。
代號取自希臘神話中主司著雷電兼眾神之主的神祇。
希拉
奧林帕斯十二神之一，真實身份未知。高遠的副手。
在《函館異人館酒店異聞新殺人事件》結束後支付情報費給告知整個事件始末的刈谷，並在電話中感謝提供情報的同時還告誡他無需過度追問也不能告知警方。
代號取自希臘神話中主司著婚姻及婦女的守護神。
阿提米絲／麻生早苗
奧林帕斯十二神之一，真實身份為護士麻生早苗。
大學時期曾為柔道部冠軍。是一位女性詐欺慣犯。由於曾犯下多起婚姻騙保殺人案，在一次走投無路時偶遇高遠加入他的陣營，藉此獲得對方所提出的金援整容塑身。在《歌島度假村殺人事件》被阿一揭發殺人罪行企圖行刺他與葉山不成被趕來現場的明智率眾逮捕入獄。由於向警方透露高遠協助自己、和他創立地獄十二神的經過下，讓高遠遂設局假借自己早已斷絕往來的母親之名義寄送包裹中交給自己，因此戴上藏有劇毒的隱形眼鏡而中毒身亡。
代號取自希臘神話中主司著月亮、狩獵與純潔和貞操的神祇。
阿波羅／岡倉純
奧林帕斯十二神之一，真實身份為男演員岡倉純。
原本跟身兼劇作家和演員身分的戀人矢吹碧相戀並且打算要結婚成家，但碧卻遭染毒的演藝界前輩綾野木瑠香及其同夥（水島颯太、赤座光輝、小野寺隆司）給監禁輪姦餵毒，甚至在脫逃時跌落樓梯昏迷與流產，於是為了替碧展開報仇而加入高遠的陣營精修狙擊術，歸國後於《函館異人館酒店新殺人事件》借用碧著作的舞台劇公演機會陸續殺害謀害碧的前輩和其同夥。被阿一揭發犯人身分入獄後從他、五木和明智的轉述獲知碧已經離世的消息，在被高遠處置前向明智請求將自己與碧和葬也委託阿一前往未出世的孩子之墓碑前向碧致意。
代號取自希臘神話中主司著太陽、音樂、文藝的神祇。
荷米斯／小美野悠人
奧林帕斯十二神之一，真實身份為知名推理小說家小美野悠人，本名為如月悠次，二三的男友。
是十五年前高中生虐殺案件中的被害者如月晃一的弟弟。過去原本和兄長晃一跟雙親居住，直至十五年前在兄長晃一為規勸他好友影井宗一脫離三位不良少年（蛭町涼、冰川風馬、神山禮兒）的掌控下回歸正途未果卻遭到殺害之下，導致母親受到精神上的打擊並且在接受醫療時仍選擇自盡，父親也為此失蹤之下讓自己不得不投靠親戚。十五年後在從負疚中選擇自盡的影井所寄給的遺筆信中取得殺害兄長晃一的三位不良少年被釋放後的現況經過下，為了替家人復仇而加入高遠的陣營，並且在《綾瀨連續殺人事件》殺害仇人的同時規避阿一的調查。被阿一揭發犯人身分、經由二三規勸自首入獄後，暗地將自己身為奧林帕斯十二神之一的相關訊息留給二三。
代號取自希臘神話中主司著信使、謀略及偷盜的神祇。
阿瑞斯／肯．L．貝拉羅茲（Ken L Bellerose）
奧林帕斯十二神之一，真實身份為犯罪策劃師肯．L．貝拉羅茲。明智推斷他為高遠的心腹。
擅長催眠和變裝。於《無首滑雪者事件》尚未開始前，已成為高遠的手下，並在他的指示下跟帝國女子體育大學的滑雪社教練赤桐透碰面，當時赤桐跟同樣愛好滑雪的滑雪社成員神永美波產生師生戀情，但是美波在雪崩谷遇險失蹤下落不明時，赤桐聽到涼木與青崎向警方偵訊時懷疑美波的失蹤跟她們有關，直至高遠將美波的遇害身亡的真相透過電話的告知、加上赤桐找到美波的遺體後，決定替美波復仇的赤桐接受高遠所策劃復仇的犯罪計劃。之後在與赤桐見面之時，告知計劃如何進行並同步對其下暗示。之後在案件敗露時透過偽裝成滑雪社成員繪星春香的某人（目前未知是阿瑞斯本人還是其手下）發動暗示來避免身份曝光，當自己除掉赤桐不久促使金田一不得不與高遠再次會面。在赫菲斯托斯離開金田一身邊後，半年前早就埋伏在監獄的他藉由擅長的催眠後暗示幫助高遠越獄。
代號取自希臘神話中主司為權力、殺戮、血腥的神祇。
另外此角色亦是姊妹作《偵探學園Q》冥王星前幹部成員 - 賽柏拉斯（可魯貝羅斯）。
赫菲斯托斯／內神田洋
奧林帕斯十二神之一，在《37歲系列》登場時期化名為「內神田洋」，其真實本名暫不明。
表面身份為公關公司「音羽布萊克公關公司」的銷售部企劃部長，44歲。在阿一就職後透過非定期招聘的形式從另一所規模較大的公關公司跳槽到「音羽布萊克公關公司」，在加入「音羽布萊克公關公司」的第三年要求調到銷售部成為阿一的上司。經常因為阿一編理由請假和工作怠惰的表現，間接影響到自己的績效考核一事對其動怒。《歌島度假村殺人事件》落幕後，除罕見讚揚阿一的工作表現，還直覺認為他和兇案相關事件有緣，決定往後將類似的案件委託全交付給阿一來處裡。隨著阿一屢次在出差期間遭遇殺人事件而對其頗有微詞。
被高遠安排到金田一的身邊的同時處決試圖脫離高遠的冰川鏡美，更是設下空中密室的犯案手法來混淆警方的調查（他的解釋是說除了剷除叛徒外，也是挑戰被高遠一直當成宿敵的金田一）。被阿一揭穿身份後假裝被拘捕，趁隙與同黨迷暈真壁和逃離追捕，事後致電阿一表示自己會用第二個身份和面孔再見（內神田洋這個名字也只是他其中一個身份）。平日愛拍上司馬屁的舉動只是偽裝，被阿一揭穿身份後展露出殘忍狡猾的本性，之後根據真壁的調查，除了曾待過大型公關公司的事是唯一真實的，其他關於他的資訊全都是偽造的（而被他取代的內神田本人也只能查到初中之前的經歷）。之後與阿瑞斯一同迎接高遠的出獄。
代號取自希臘神話中司掌著工藝、锻冶與製造許多著名的神兵、神器的神祇。
雅典娜
奧林帕斯十二神之一，真實身份未知。
代號取自希臘神話中主司著手工藝、智慧以及軍事的神祇。
阿芙蘿黛蒂
奧林帕斯十二神之一，真實身份未知。
代號取自希臘神話中主司著人間一切情誼與掌管戀情、美貌的神祇。
狄蜜特
奧林帕斯十二神之一，真實身份未知。
代號取自希臘神話中司掌著農業、穀物的神祇。
赫斯提亞
奧林帕斯十二神之一，真實身份未知。
代號取自希臘神話中主司為火焰、爐灶、家宅的神祇。
波賽頓
奧林帕斯十二神之一，真實身份未知。
代號取自希臘神話中主司為掌管海洋、河川及湖泊的神祇。

## 音羽布萊克公關社
《金田一37歲之事件簿》中登場，協助客戶策辦活動的公關公司，阿一曾於此處工作過，另外葉山海也是此公司職員。
鹿爪剛
《金田一37歲之事件簿》中登場。公關公司「音羽布萊克公關公司」的銷售部部長，52歲。初登場時委託內神田指派底下的部屬參與歌島度假村的配對聯誼活動，間接促成歌島度假村殺人事件的開端。在內神田洋被揭露真正身份後回想現時他愛拍自己馬屁的行為其實是偽裝。在此之後，因肯定阿一的付出，而將他升職，之後因為阿一遞出辭呈的關係而感到疑惑，但在聽到阿一離職的真正答案後答應他的辭職。
內神田洋
真正本人的下落未知，出現在金田一等人面前的為十二神之一的赫菲斯托斯所偽裝的身份。
詳參#地獄十二神
優加、千春、惠
《金田一37歲之事件簿》中登場。公關公司「音羽布萊克公關公司」的銷售部的三人組女性職員。對於內神田經常對阿一動怒的事習以為常。
冰川鏡美
《金田一37歲之事件簿》中登場。公關公司「音羽布萊克公關公司」的總務部的女性職員。實際為高遠的部下，但已脫離一直想找出監視她的某人（地獄十二神的赫菲斯托斯），但在公司的天台被赫菲斯托斯給殺害，被扔下公司大樓，導致阿一開始察覺赫菲斯托斯潛伏在公司的事實，其生前所書寫的便利貼及最後身影的影像反而讓金田一查知赫菲斯托斯的真實身份。另外根據真壁的深入調查得知，過去她遭到前男友的背叛導致人生轉變，之後因組織的幫助下，讓前男友得到該有的懲罰，但隨著逐漸深入後，驚覺組織並非自己想像的美好，加上自己已遇到真愛論及婚嫁，所以打算退出組織斷絕過去的一切，但最後仍慘遭赫菲斯托斯殺害。
鶴田
《金田一37歲之事件簿》的《京都美女花道家事件》中登場。公關公司「音羽布萊克公關公司」的京都分公司經理。因為職場犯下過失被總公司處分調動於各分公司，向阿一和葉山說明公司活動委託者赤池流宗家的概況。
白波
《金田一37歲之事件簿》中的《京都美女花道家事件》登場。公關公司「音羽布萊克公關公司」的京都分公司銷售部長。和鶴田對於公司的內部制度頗為不滿。
井上
《金田一37歲之事件簿》中的《綾瀨連續殺人事件》登場，公關公司「音羽布萊克公關公司」的常務董事，同時是音羽布萊克公關公司的頭號客戶冬丸社社長的弟弟，阿嘉莎的叔父。在事件中同意姪女阿嘉莎借用阿一兩至三天的時間。
冬樹阿嘉莎（Fuyuki Agatha）
- 登場案件：《綾瀨連續殺人事件》

19歲，為音羽布萊克公關公司的頭號客戶冬丸社社長的千金亦是音羽布萊克公關公司井上常務董事的姪女，中智大學文學系的2年級學生，被葉山海視為是個不好相處的人。因為著作推理小說《有人將死》而獲得第27屆遲川推理獎的二等獎，但在參加遲川推理獎頒獎活動期間發生案件，志願和蛭町除外的其他遲川推理獎頒獎活動的當事者來幫助阿一進行調查案情的所有真相，透過井上叔父暫時借用阿一為期兩至三天的時間去偵辦案情，她在調查和邀請阿一放鬆娛樂期間拍攝的照片成為他破案的關鍵線索之一。